# Sint-Niklaas
Sint-Niklaas (Frans: Saint-Nicolas) is een centrumstad in de Belgische provincie Oost-Vlaanderen. Sint-Niklaas heeft een oppervlakte van 84,19 km² en telt ruim 82.000 inwoners, die Sint-Niklazenaars worden genoemd. De bijnamen van de Sint-Niklazenaren zijn oliezeikers, rapenbraders of blauwselmannen. De stad is ook bekend om haar marktplein, het grootste van België.

## Hoofdstad Waasland
Sint-Niklaas wordt door velen gezien als de hoofdstad van het Waasland. Dit heeft een geschiedkundige reden, aangezien de stad van 1241 tot 1795 de hoofdplaats was van de kasselrij Waasland. Tegenwoordig is het grootste stad van de regio en geeft het nog zijn naam aan het gelijknamige bestuurlijk arrondissement. Ook verschillende Wase instellingen hebben hier hun hoofdzetel gevestigd, zoals de Hulpverleningszone Waasland, de Koninklijke Oudheidkundige Kring van het Land van Waas, het katholiek Dekenaat Waasland, Toerisme Waasland, de Koninklijke Wase Kunstkring en de intercomunale Interwaas en de Erfgoedcel Waasland.

## Toponymie
De naam Sint-Niklaas is afgeleid van Nicolaas van Myra, de patroonheilige van de stad. Begin 13de eeuw werd voor hem een parochie opgericht en een bijhorende kerk gebouwd, de Sint-Nicolaaskerk. Deze naam is men dan ook voor het omliggende dorp gaan gebruiken. In de schenkingsakte van Johanna van Constantinopel van 1219 wordt de nederzetting Sancti Nicolae in Bosco genoemd, oftewel Sint-Nicolaas-ten-Bos, verwijzend naar het Koningsforeest. Later is "Sint-Nicolaas" enigszins verbasterd tot de huidige naam. Varianten van de naam die ook ooit zijn gebruikt, zijn Sinte-Niclaus, Sint-Niclaes, Sint-Nicolaes, Sint-Nikolaas of simpelweg de Franse naam Saint-Nicolas. In het verleden zette men achter de stadsnaam soms ook nog -Waas of -Waes, verwijzend naar de ligging van Sint-Niklaas in het Waasland, maar deze gewoonte is buiten gebruik geraakt. Enkel in het Frans wordt dit nog wel gedaan, om verwarring te voorkomen met Saint-Nicolas, een gemeente in de provincie Luik.

## Geschiedenis

### Ontstaan
Hoewel er sporen van voor-Romeinse activiteiten gevonden zijn op het grondgebied van het huidige Sint-Niklaas, lag het regionale centrum in de Romeinse tijd in het nabijgelegen Waasmunster, vermoedelijk vanwege de betere ligging aan de rivier de Durme. De geschiedenis van Sint-Niklaas begint pas in 1217, wanneer de bisschop van Doornik Gozewijn, op advies van de pastoor van Waasmunster, de Sint-Nicolaaskerk opricht voor de heilige Nicolaas van Myra. Die plaats lag op de kruising van de wegen tussen Gent en Antwerpen enerzijds, en Brabant en Zeeuws-Vlaanderen anderzijds, en lag dan ook gunstig voor reizende handelaars. In 1219 schonk gravin Johanna van Constantinopel zes bunders 'woestine'  ten oosten van de kerk aan de nieuwe, zelfstandige parochie, de zogenaamde papenakkers. De Sint-Nicolaasparochie was tot medio 16e eeuw kerkrechtelijk afhankelijk van het bisdom Doornik. Staatsrechtelijk was het onderdeel van het Land van Waas, op zijn beurt deel van het graafschap Vlaanderen.
In 1241 werd Sint-Niklaas door gravin Johanna in de 'Keure van het Land van Waas' tot administratief centrum van het Waasland gepromoveerd. Hierdoor ontstonden er drie schepenbanken:
- Het Hoofdcollege met zeven Hoogschepenen, onder leiding van een Hoogbaljuw.
- De schepenbank van de parochie, onder leiding van een meier, met een vierschaar voor de parochies van Sint-Niklaas en Nieuwkerken.
- De schepenbank van de heerlijkheid van het 'Beversche', wiens territorium ten westen van de markt lag.

Binnen de parochiegrenzen lagen de volgende heerlijkheden, met eigen leenhof:
- Puymbeke
- Aarschot
- Paddenschoot
- Walburg

Het Hoofdcollege was het overkoepelende orgaan van de verschillende parochiebesturen van de kasselrij Waasland, en regelde bestuurszaken maar ook straf- en privaatrechtelijke kwesties. Bestuursleden van de parochiale overheid en het college werden gekozen uit vooraanstaande Wase families. Tot de voornaamste families behoorden Zaman, De Jonghe en De Maere. Dit werd gedaan om de regio beter te organiseren zodat ze konden concurreren tegen de heren van Beveren.
Een oorkonde uit 1248 beschrijft dat Margharetha II, gravin van Vlaanderen zes bunders grond ten westen van de kerk aan de parochie schonk. Dit werd de huidige Grote Markt. In de oorkonde werd als voorwaarde gesteld dat deze grond voor altijd onverdeeld en onbebouwd moesten blijven. Desondanks werden er drie grote inbreuken gepleegd, waaronder de bouw van het stadhuis en de bouw van een nieuwe kerk in de 19e eeuw. Deze voorwaarde verklaart de ongewoon grote omvang van het marktplein vandaag.

### 14e eeuw tot 17e eeuw

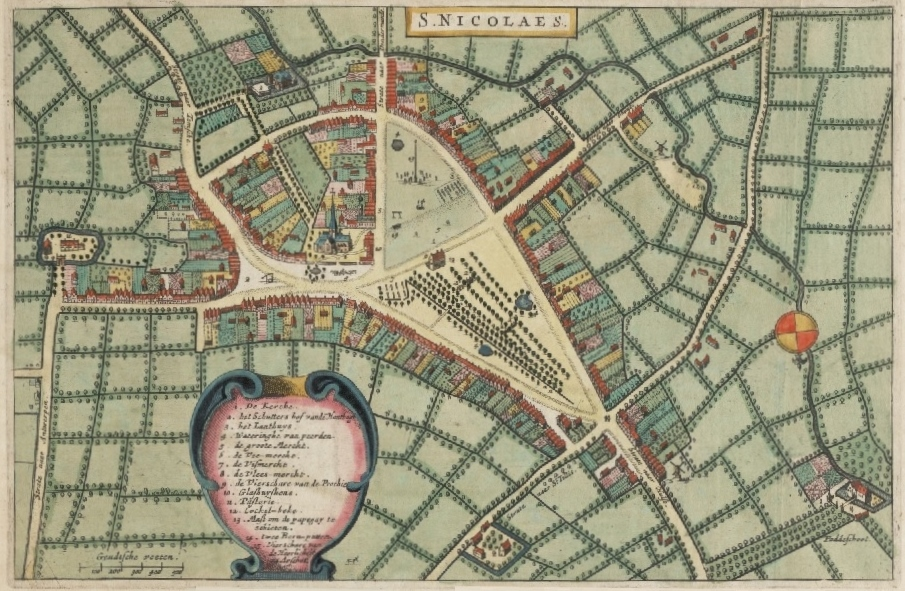
Sint-Niklaas in de eerste helft van de 17e eeuw (afbeelding uit Flandria Illustrata - 1641)

Sint-Niklaas is nooit ommuurd geweest, waardoor ze steeds makkelijk te veroveren was. In 1381 bijvoorbeeld, werd Sint-Niklaas geteisterd door brand en plundering. De ligging niet ver van de Schelde, tussen Antwerpen en Gent, zorgde desalniettemin steeds voor een snel herstel. In 1513 werden door keizer Maximiliaan I marktrechten verleend die Sint-Niklaas toestonden wekelijks een markt te organiseren, eveneens als een jaarmarkt. In 1559 kwam Sint-Niklaas af te hangen van pas opgerichte bisdom Gent door de pauselijke bul Super Universas. Later werd de stad bezet door calvinisten van de Gentse Republiek. Rond 1580 veroorzaakten rondtrekkende beeldenstormers hevige schade aan de kerk.
De 17e eeuw was algemeen genomen een periode van bloei. Dat liet zich merken in de economische groei die Sint-Niklaas gedurende die periode doormaakte. Vooral vlas en wol zorgden voor economische successen en leverden het Waasland de bijnaam 'de tuin van Vlaanderen' op.
In 1652 besliste de toenmalige bisschop van Gent, Antonius Triest dat de voogdij van de parochie werd toegekend aan de oratorianen. Een kleine gemeenschap kwam hiervoor uit Temse en vestigden hun klooster in de Ankerstraat. In 1690 vinden ook de minderbroeders een nieuwe thuis in de stad, nadat ze uit Hulst waren verdreven. Zij bouwen in 1690 een kloosterkerk in de stad. Later vestigen ook de zwartzusters zich in de parochie en bezorgden de regio onderwijs, religie en medische zorgen.

#### Stadsbrand
Op 25 mei 1690 werd Sint-Niklaas nogmaals geteisterd door een rampzalige stadsbrand, die ontstaan was in een jeneverstokerij. Niet minder dan 565 huizen werden toen verwoest. Enkel de stenen gebouwen bleven staan. Er werd een onderzoek ingesteld door de Raad van Vlaanderen, die in 1693 niet minder dan negen branden had toegeschreven uit drankstokerijen. De schade was ontzettend groot, en er werden speciale tienden geheven voor de schade aan de kerk te herstellen. Zo werden de abt van Boudelo, in Gent, en de abdis van Nonnenbos gevraagd om tienden bij te dragen. De stad herstelde zich vrij snel, mede dankzij de inzet van de oratorianen. Zo verkreeg Joannes van Nieulande de approbatie van bisschop van der Noot en de abt van Orval tot het oprichten van een aartsbroederschap van de Heilige Drievuldigheid in 1697.

### 18e eeuw tot 19de eeuw

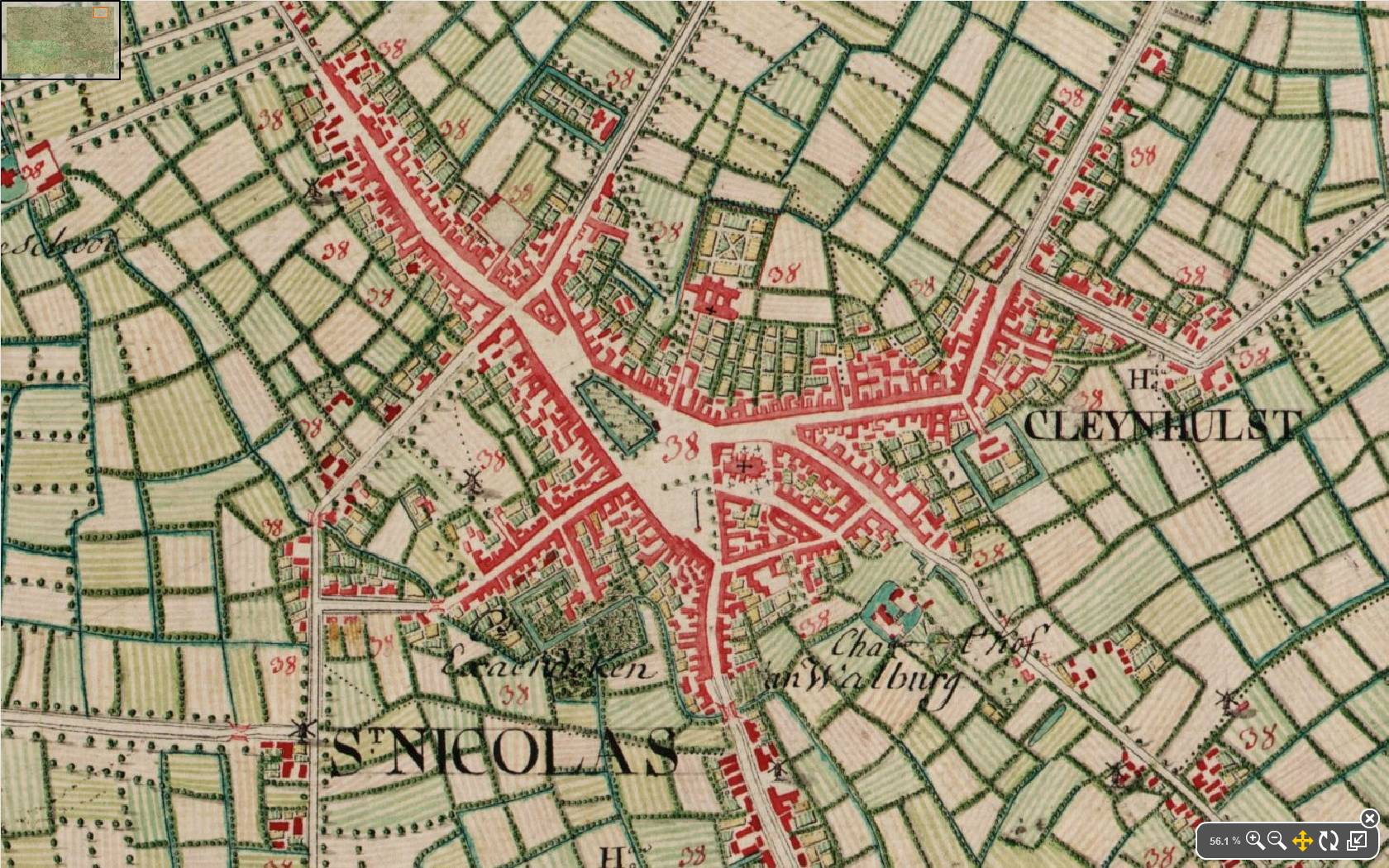
Sint-Niklaas op de Ferrariskaart van 1775

In het begin van de 18e eeuw lag Sint-Niklaas, en de omliggende regio, middenin het strijdgewoel van de Spaanse Successieoorlog. Na de oorlog profiteerde Sint-Niklaas van de economische vooruitgang onder Oostenrijkse voogdij. In 1764 begon de eerste industriële katoenweverij te werken. Het was de start van een intensieve ontwikkeling van de textielproductie, die Sint-Niklaas omstreeks 1830 transformeerde tot de voornaamste Oost-Vlaamse industriestad na Gent.
Aan het einde van de 18e eeuw bracht de Franse Revolutie religieuze intolerantie. Daarnaast werd de bestuurlijke situatie door de Fransen gemoderniseerd. Zo werd in 1795 de kasselrij Waasland afgeschaft, waardoor Sint-Niklaas de status van regionale hoofdstad verloor. Er werd een gemeente opgericht, met een burgemeester aan het hoofd. De gemeente Sint-Niklaas maakte dan weer deel uit van het arrondissement Dendermonde en het Scheldedepartement. In 1798 nam de gemeente deel aan de Boerenkrijg tegen het Franse gezag. Vijf jaar later bracht Napoleon Bonaparte een bezoek aan Sint-Niklaas, dat hij het jaar daarop tot stad bevorderde op grond van het inwoneraantal (circa 11.000).
De Nederlandse tijd bracht verdere administratieve hervormingen. Grote delen van het Scheldepartement werden herdoopt tot de provincie Oost-Vlaanderen en in 1818 werd het arrondissement Sint-Niklaas afgesplitst van Dendermonde. Hierdoor werd de stad terug een regionale hoofdplaats.
De Belgische onafhankelijkheid betekende een achteruitgang van de textielbranche door het verlies van de Nederlandse koloniale markten. De burgerij en het stadsbestuur bleef hierdoor nog lange tijd orangistisch. De aansluiting van de stad op het nationale spoorwegennet rond 1850 bracht echter een positieve kentering teweeg en was de motor van een krachtige relance en een grootscheepse stadsuitbreiding. Onder andere een nieuw stadhuis, de Onze-Lieve-Vrouwekerk en het Regentieplein werden gedurende die periode gebouwd. In 1854 werd de stad getroffen door voedselrellen, veroorzaakt door hoge voedselprijzen en grote armoede die de industrialisatie met zich meebracht. In 1896 wordt de Onze-Lieve-Vrouwetoren bekroond met een zes meter hoog verguld Mariabeeld. De inhaling ging gepaard met grote feestelijkheden.

### Wereldoorlogen en interbellum
De Eerste Wereldoorlog betekende een vertraging voor de groei van de stad. Op 10 oktober 1914 kwamen de Duitse troepen van het 71e en 72e regiment van het Pruisische leger de stad binnen. Dit ging gepaard met plunderingen, ondanks de belofte van generaal Von Meyer dat dit niet zou gebeuren. Twee dagen later verlieten zij de stad weer. Tot midden 1916 maakte Sint-Niklaas deel uit van het Etappengebiet, daarna van het minder strenge Generalgouvernement. Op 15 november 1918, vier dagen na de wapenstilstand, bevrijdden Belgische soldaten de stad weer.
De economische groei van voor de oorlog kwam terug op gang met de bloeiperiode van het interbellum. Vooral de textiel- en breigoednijverheid profiteerden hiervan. Door de nieuwe rijkdom werden er verschillende bouwwerken in art deco opgetrokken in nieuw gebouwde straten en wijken, waaronder de Monseigneur Stillemansstraat en de Elisabethwijk.
Bij het begin van de Tweede Wereldoorlog, op 17 mei 1940, werd Sint-Niklaas gebombardeerd door de Duitsers. Bij dat bombardement vielen 87 doden, vooral gevluchte burgers van Breda die op dat moment in een school in de Gasmeterstraat verbleven. Drie dagen later trokken Duitse troepen de stad binnen. Het grootste deel van het schepencollege, inclusief de burgemeester, ontvluchtte de stad. De enige overblijvende schepen, Emiel Van Haver, werd benoemd tot burgemeester.
Op zaterdag 9 september 1944 werd de stad bevrijd door de Britse 4th Armoured Brigade, samen met de 44th Royal Tank Regiment en de B-company van de 2nd King’s Royal Rifle. Omstreeks half twaalf reden zij via Tereken Sint-Niklaas binnen. Zij werden gevolgd door de infanterie van het 1/7th Queen’s Royal Regiment. Burgemeester Hendrik Heyman ontving de bevelhebber luitenant-kolonel W.D. Griffiths in het stadhuis. In de namiddag naderden Duitse troepen nog de stad maar deze werden na een gevecht afgeweerd. Op 12 september trok de Poolse 1e Pantserdivisie onder leiding van Stanisław Maczek Sint-Niklaas binnen, als aflossing van de Britten. Zij hadden de opdracht de Duitse achterhoedes in het Waasland uit te schakelen.
Als herinnering aan de oorlogsjaren en de vrede worden op initiatief van burgemeester De Vidts de Bevrijdingsfeesten georganiseerd (later hernoemd naar Vredefeesten).

### Jaren vijftig tot negentig
Ondanks dat de stad redelijk ongehavend uit de oorlog kwam, geraakte de textielindustrie in de jaren erna pas echt in een crisis, waardoor ze begin 21e eeuw zo goed als volledig verdwenen is. De nijverheid kenmerkte zich door een bloeiende breisector. Verschillende grote bedrijven kenden dan hun bloeiperiode: Scheerders-Van Kerchove, Verbreyt Gebroeders & C° en ook Nobels-Peelman. Dit laatste bedrijf ging in 1983 failliet.
De expansie van de stad ging na de oorlog verder met de aanleg van nieuwe wijken. Onder andere de Priesteragiewijk met de Don Boscokerk werden toen gebouwd. Op 6 november 1956 bracht koning Boudewijn een bezoek aan de stad, waarbij hij de befaamde Heirmanklok plechtig onthulde in het Kasteel Walburg. Begin jaren 70 werd spoorlijn 59, die gelijkvloers door de stad reed, op een viaduct gelegd om de verschillende overwegen af te kunnen schaffen. De werken waren uiteindelijk klaar in 1973. Sindsdien snijdt het betonnen viaduct het centrum in twee. Op 1 januari 1977 werden de gemeenten Belsele, Nieuwkerken-Waas en Sinaai bij de stad gevoegd. Het dorp Klein-Sinaai, dat deel uitmaakte van Sinaai, werd geen deel van de stad maar van de gemeente Stekene.
Tot in 1999 was er in Sint-Niklaas een openbaar dierenpark met exotische dieren gevestigd: de Wazoo. Het park met exotische dieren werd gesloten.

### Recente geschiedenis
Vandaag is het historische centrum voornamelijk geëvolueerd naar een winkel- en dienstencentrum. Door het openen van een koopcentrum aan de rand van de stad kreeg de middenstand echter zware klappen, met een leegstand die jaren aansleepte. Vanaf de 21e eeuw beoogt de stad een heropleving van het centrum, met projecten zoals de renovatie van de Grote Markt en het Stationsplein, en de heraanleg van de Stationsstraat als voetgangersgebied.

## Geografie
Sint-Niklaas ligt in het Waasland, dat op zijn beurt weer uitmaakt van Zandig Vlaanderen. De stad is 30 km verwijderd van Gent en 20 km van Antwerpen. Andere dichtbijgelegen steden zijn Dendermonde, Hulst, Lokeren en Mechelen. Het is de op twee na grootste stad van Oost-Vlaanderen en daarmee een van de dertien Vlaamse centrumsteden.

### Kernen en wijken

#### Deelgemeenten
De stad telt naast Sint-Niklaas zelf nog de deelgemeenten Belsele, Nieuwkerken-Waas en Sinaai. In het noorden van Belsele ligt het dorpje Puivelde.
|   | Naam                  | Opp. (km²) | Inwoners (2020) | Inwoners per km² | NIS-code |
| - | --------------------- | ---------- | --------------- | ---------------- | -------- |
| 1 | Sint-Niklaas (I)      | 30,69      | 55.472          | 1.808            | 46021A   |
| 2 | Nieuwkerken-Waas (II) | 10,04      | 6.080           | 605              | 46021B   |
| 3 | Belsele (III)         | 19,83      | 10.540          | 531              | 46021C   |
| 4 | Sinaai (IV)           | 22,23      | 6.347           | 286              | 46021D   |

#### Wijken
Sint-Niklaas hanteert sinds 2019 een wijkindeling van twintig wijken om een gespecialiseerdere dienstverlening aan te kunnen bieden, zoals de wijkteams van de politiezone of de wijkteams voor het onderhoud van het openbaar domein. Deze zijn:
- Baenslandwijk
- Belsele
- Clementwijk
- Driekoningenwijk
- Elisabethwijk
- Fabiolawijk
- Gazometerwijk
- Kroonmolenwijk
- Nieuwkerken
- Park en Laan
- Priesteragiewijk
- Puivelde
- Reynaertwijk
- Sinaai
- Stadsrand Noord
- Stadsrand Oost
- Stadsrand West
- Stadsrand Zuid
- Stationswijk
- Watermolenwijk

### Aangrenzende gemeenten
De stad Sint-Niklaas grenst aan volgende gemeenten en deelgemeenten:
| - a. Stekene - b. Kemzeke (Stekene) - c. Sint-Pauwels (Sint-Gillis-Waas) - d. Sint-Gillis-Waas - e. Vrasene (Beveren) - f. Beveren - g. Haasdonk (Beveren) |

| - h. Temse - i. Tielrode (Temse) - j. Elversele (Temse) - k. Waasmunster - l. Lokeren - m. Eksaarde (Lokeren) - n. Moerbeke (Lokeren) |

Andere nabijgelegen gehuchten en kernen, die geen gemeente of deelgemeente vormen, zijn: Klein-Sinaai, Sombeke, Velle en Westakkers.
| Aangrenzende gemeenten | Aangrenzende gemeenten | Aangrenzende gemeenten    | Aangrenzende gemeenten | Aangrenzende gemeenten |
| ---------------------- | ---------------------- | ------------------------- | ---------------------- | ---------------------- |
| Moerbeke               |                        | Sint-Gillis-Waas, Stekene |                        |                        |
|                        |                        |                           |                        |                        |
| Lokeren                | Beveren                |                           |                        |                        |
|                        |                        |                           |                        |                        |
|                        |                        | Temse, Waasmunster        |                        |                        |

### Hydrografie

#### Waterlopen

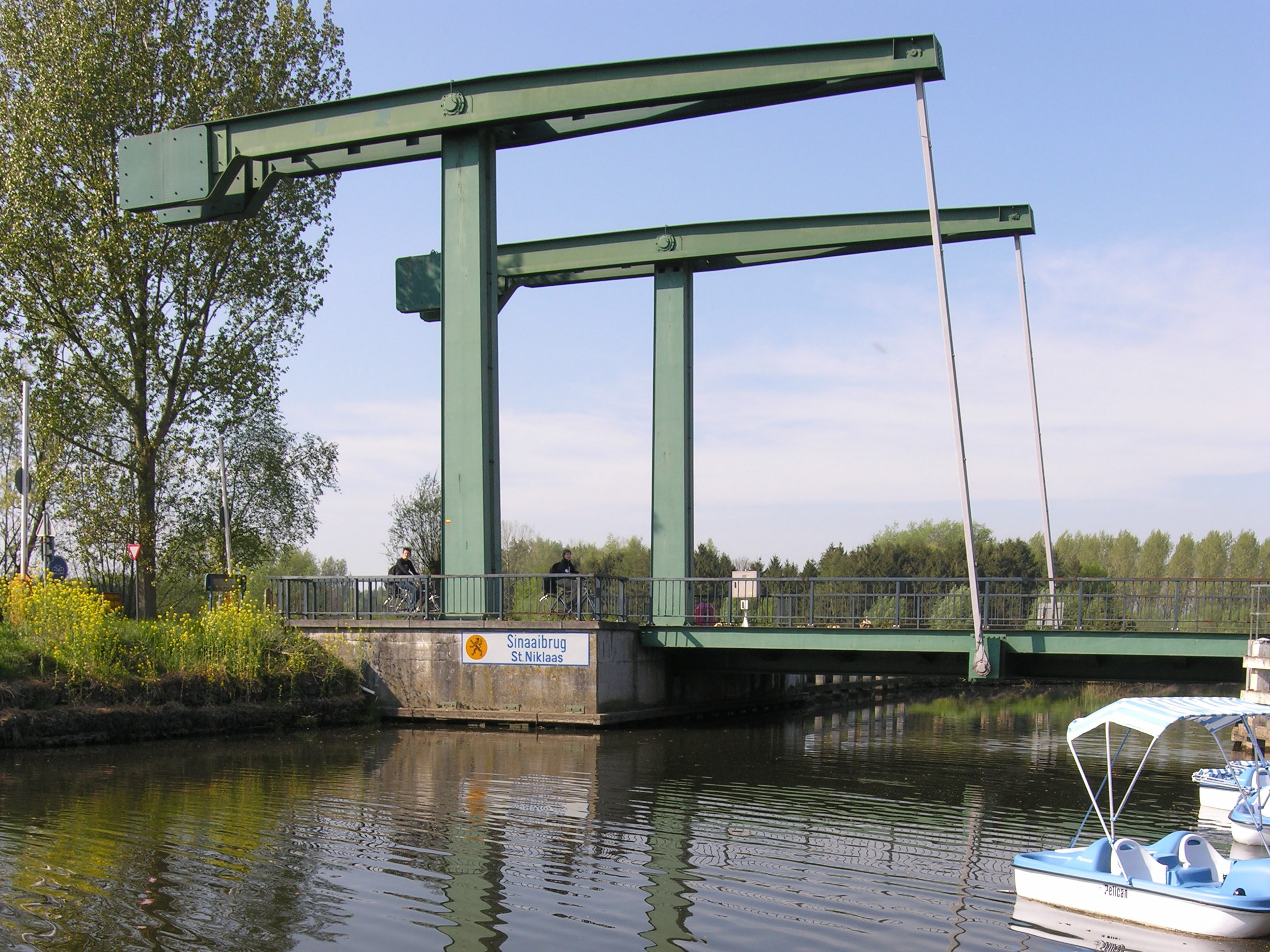
De Sinaaibrug over de Moervaart

De stad heeft enkele waterlopen op haar grondgebied liggen:
- De Barbierbeek stroomt van Sint-Niklaas naar de Schelde in Kruibeke.
- De Belselebeek ontspringt in Waasmunster en loopt door Belsele en Sinaai.
- De Grote Beek, ontspringt in het noorden van het stadscentrum en loopt via Sint-Pauwels naar de Molenbeek.
- De Moervaart en de Stekense Vaart vormen grotendeels de westelijke grens van de stad. De Moervaart is de enige bevaarbare waterloop op het grondgebied van Sint-Niklaas.
- De Molenbeek loopt van het noorden van het stadscentrum naar de Stekense Vaart en vormt een deel van de noordelijke grens met Sint-Gillis-Waas en Stekene. Historisch ontsprong deze ter hoogte van het Romain De Vidtspark.
- De Ringgracht is een aangelegd waterloop om wateroverlast tegen te gaan. Deze omringt het westen en zuidwesten van het centrum.

#### Polders
In Sint-Niklaas liggen er twee polders. De Polder Sinaai-Daknam beslaat een groot deel van de deelgemeente Sinaai en ook een stuk van de deelgemeente Belsele. De Polder Schelde Durme Oost beslaat een klein, zuidelijk stuk van het grondgebied van Sint-Niklaas, ter hoogte van de E17.

## Demografie
Sint-Niklaas telde op 1 januari 2023 81.138 inwoners en is daarmee de op twee na grootste gemeente van Oost-Vlaanderen, na Gent en Aalst. De stad is de op zes na grootste gemeente van het Vlaams Gewest en de op zeventien na grootste van heel België.

### Bevolkingssamenstelling
In 2017 zag de bevolking er als volgt uit. Van de 76.028 inwoners die de stad op dat moment had, waren er 17.857 19 jaar of jonger; 42.932 personen behoorden tot de groep van 20 tot 64 jaar; en 15.239 inwoners waren 65 jaar of ouder. Dit is respectievelijk 23,4%, 56,5% en 20,0%. Vergeleken met de Vlaamse cijfers van respectievelijk 21,6%, 58,7% en 19,7% voldoet de stad grotendeels aan het gemiddelde plaatje. In 2016 had Sint-Niklaas een geboortecijfer van 12 geboorten per 1.000 inwoners. Het sterftecijfer lag of 9,9 overlijdens per 1.000 inwoners. Daarmee had het een natuurlijke bevolkingsgroei van 2,1 personen met 1.000 inwoners. Dit cijfer ligt hoger dan het cijfers van het Vlaamse Gewest, dat slechts op 0,8 ligt.
In 2016 had 8,1% van de bevolking niet de Belgische nationaliteit, oftewel 6.070 inwoners. Van deze groep waren de Nederlanders het meest vertegenwoordigd, met 1.059 personen (1,4%). Dit aantal is een grote stijging tegenover tien jaar ervoor, toen slechts 4,3% van de bevolking geen Belg was. Cijfers uit 2016 tonen dat in totaal een kwart van de bevolking van buitenlandse herkomst is (24,83%). Dit komt overeen met 18.842 inwoners. Het overgrote merendeel hiervan, 14.214, had roots buiten de EU liggen.

### Evolutie van het inwoneraantal
Het bevolkingsaantal van de stad (zonder de huidige deelgemeenten) heeft eeuwenlang onder de tienduizend inwoners gelegen. Zo telde Sint-Niklaas in 1661 5107 personen. Goed dertig jaar later, in 1698, was dit gestegen naar 6306. De achttiende eeuw zorgde echter voor een grote expansie, onder invloed van de industrialisering. In 1714, aan het begin van de eeuw, telde Sint-Niklaas nog 6493 inwoners. Maar aan het einde, in 1794, werd reeds 10.800 inwoners bereikt. De snelle groei zette zich in de 19e en een groot stuk van de 20e eeuw verder door. In 1845 telde de stad reeds 20.000 inwoners, in 1876 25.000. Aan het begin van de 20e eeuw was dit al 30.000 en in 1914 35.000. In 1933 werd de 40.000 inwoners bereikt.
Bij de fusie van 1977 kreeg de toen ruim 48.000 inwoners tellende stad er meer dan 19.000 inwoners bij, waardoor het totale inwonersaantal in één klap steeg naar 67.818. De jaren 60 en 70 betekenden echter een vertraging voor de groei, die uiteindelijk stopte rond de 68.000 inwoners. Hierrond werd er decennia geschommeld. Het is pas in de 21e eeuw dat er verdere groei plaatsvond, waardoor Sint-Niklaas in 2022 de 80.000 inwoners bereikte.

### Demografische evolutie voor de fusie
- Bron:NIS - Opm:1831 t/m 1970=volkstellingen op 31 december; 1976= inwonertal per 31 december

### Demografische ontwikkeling van de fusiegemeente
Alle historische gegevens van de grafiek hieronder hebben betrekking op de huidige gemeente, inclusief deelgemeenten, zoals ontstaan na de fusie van 1 januari 1977.
- Bronnen:NIS, Opm:1831 tot en met 1981=volkstellingen; 1990 en later= inwonertal op 1 januari

| Inwoners van jaar tot jaar op 1 januari 1992 tot heden | Inwoners van jaar tot jaar op 1 januari 1992 tot heden | Inwoners van jaar tot jaar op 1 januari 1992 tot heden |
| jaar                                                   | Aantal                                                 | Evolutie: 1992=index 100                               |
| ------------------------------------------------------ | ------------------------------------------------------ | ------------------------------------------------------ |
| 1992                                                   | 68.253                                                 | 100,0                                                  |
| 1993                                                   | 68.472                                                 | 100,3                                                  |
| 1994                                                   | 68.336                                                 | 100,1                                                  |
| 1995                                                   | 68.397                                                 | 100,2                                                  |
| 1996                                                   | 68.134                                                 | 99,8                                                   |
| 1997                                                   | 68.049                                                 | 99,7                                                   |
| 1998                                                   | 68.034                                                 | 99,7                                                   |
| 1999                                                   | 68.119                                                 | 99,8                                                   |
| 2000                                                   | 68.290                                                 | 100,1                                                  |
| 2001                                                   | 68.364                                                 | 100,2                                                  |
| 2002                                                   | 68.473                                                 | 100,3                                                  |
| 2003                                                   | 68.663                                                 | 100,6                                                  |
| 2004                                                   | 68.820                                                 | 100,8                                                  |
| 2005                                                   | 69.082                                                 | 101,2                                                  |
| 2006                                                   | 69.725                                                 | 102,2                                                  |
| 2007                                                   | 70.016                                                 | 102,6                                                  |
| 2008                                                   | 70.445                                                 | 103,2                                                  |
| 2009                                                   | 71.062                                                 | 104,1                                                  |
| 2010                                                   | 71.806                                                 | 105,2                                                  |
| 2011                                                   | 72.366                                                 | 106,0                                                  |
| 2012                                                   | 72.883                                                 | 106,8                                                  |
| 2013                                                   | 73.280                                                 | 107,4                                                  |
| 2014                                                   | 73.716                                                 | 108,0                                                  |
| 2015                                                   | 74.289                                                 | 108,8                                                  |
| 2016                                                   | 75.208                                                 | 110,2                                                  |
| 2017                                                   | 76.028                                                 | 111,4                                                  |
| 2018                                                   | 76.756                                                 | 112,5                                                  |
| 2019                                                   | 77.679                                                 | 113,8                                                  |
| 2020                                                   | 78.531                                                 | 115,1                                                  |
| 2021                                                   | 79.357                                                 | 116,3                                                  |
| 2022                                                   | 80.167                                                 | 117,5                                                  |
| 2023                                                   | 81.138                                                 | 118,9                                                  |
| 2024                                                   | 81.863                                                 | 119,9                                                  |
| 2025                                                   | 82.661                                                 | 121,1                                                  |

## Bezienswaardigheden

### Religieuze bouwwerken

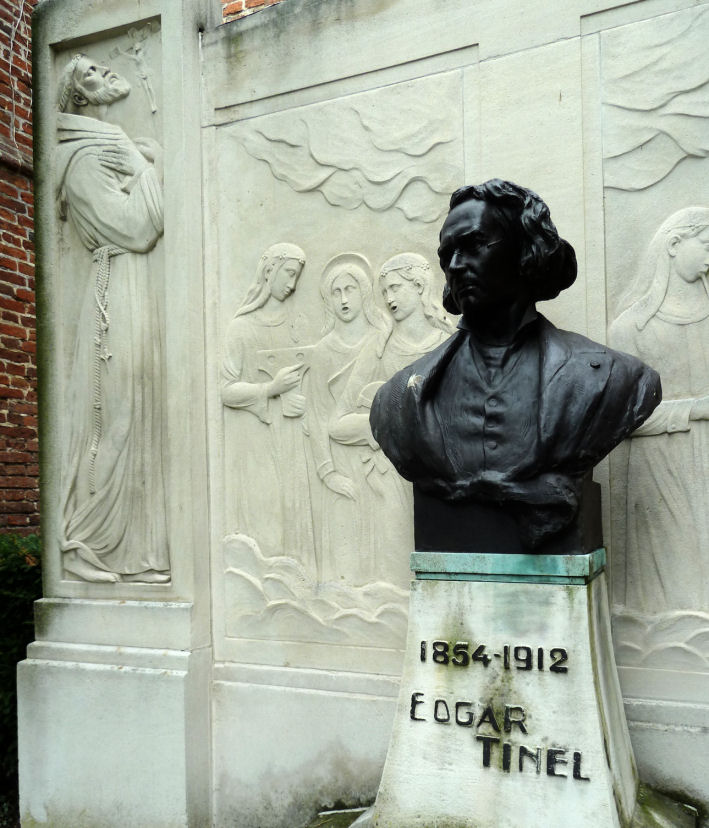
graftome van de familie Tinel, met buste door Karel Schuermans, kerkhof van Sinaai

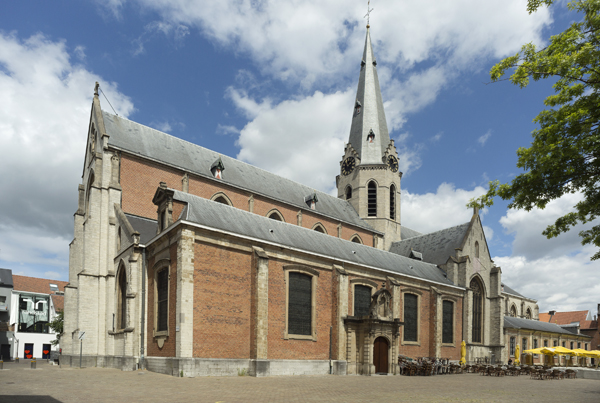
De Sint-Nicolaaskerk

- De Christus Koningkerk in modernistische stijl
- Het 17e-eeuws omwald convent van de oratorianen, sinds de 19de eeuw de dekenij.
- De Don Boscokerk
- De Ecce-Homokapel van 1757
- De Heikapel van 1779
- De Heilige-Familiekerk
- De Heilig Hartkerk, ook wel Paterskerk genoemd, een voormalig kerkgebouw
- Het Klooster van Maria Reparatrix, in deelgemeente Sinaai
- Het Moederklooster van de Zusters Jozefienen
- De Onze-Lieve-Vrouw-ten-Boskerk, in deelgemeente Nieuwkerken
- De Onze-Lieve-Vrouw-van-Bijstand-der-Christenenkerk in neobyzantijnse stijl staat bekend om haar symbolische wandschilderingen en heeft een verguld, zes meter hoog Mariabeeld op de toren
- De Sint-Andreas- en Ghislenuskerk, in deelgemeente Belsele
- De Sint-Catharinakerk, in deelgemeente Sinaai
- De Sint-Franciscuskerk, in deelgemeente Sinaai
- De Sint-Jobkerk, in het gehucht Puivelde
- Het Sint-Jozef-Klein-Seminarie werd in de 17e eeuw door minderbroeders gebouwd. Het is nu een middelbare school
- De Sint-Jozefskerk, een neogotische bakstenen kerk in de wijk Tereken
- De Sint-Nicolaaskerk is gesticht in de 13e eeuw en gaf haar naam aan de stad. Na een hevige brand in de 17e eeuw werd de kerk heringericht in barokstijl. Haar aankleding en vooral de kerkschat maken de Sint-Nicolaaskerk tot een van de rijkste van de streek

### Burgerlijke bouwwerken

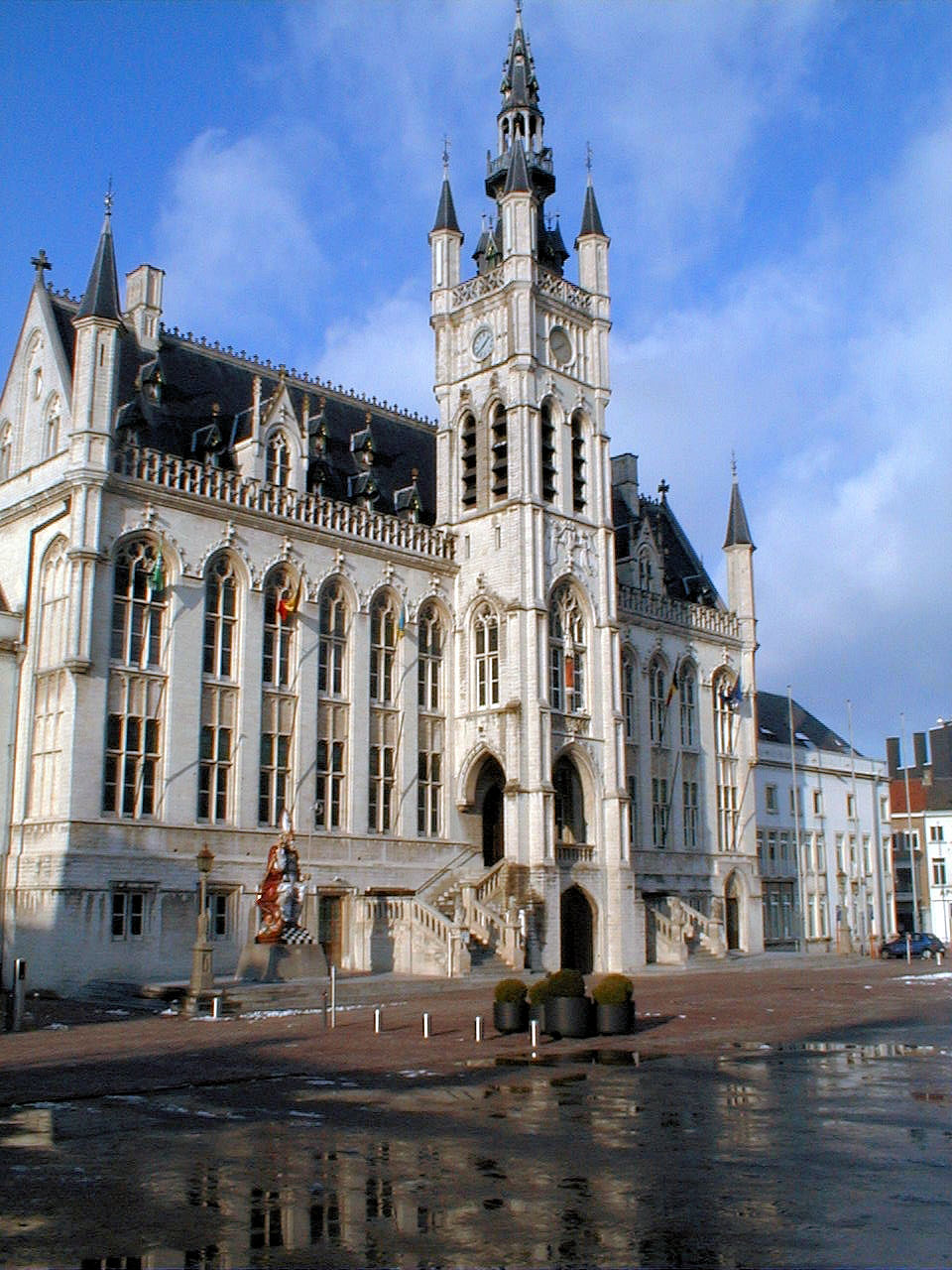
Het stadhuis op de Grote Markt

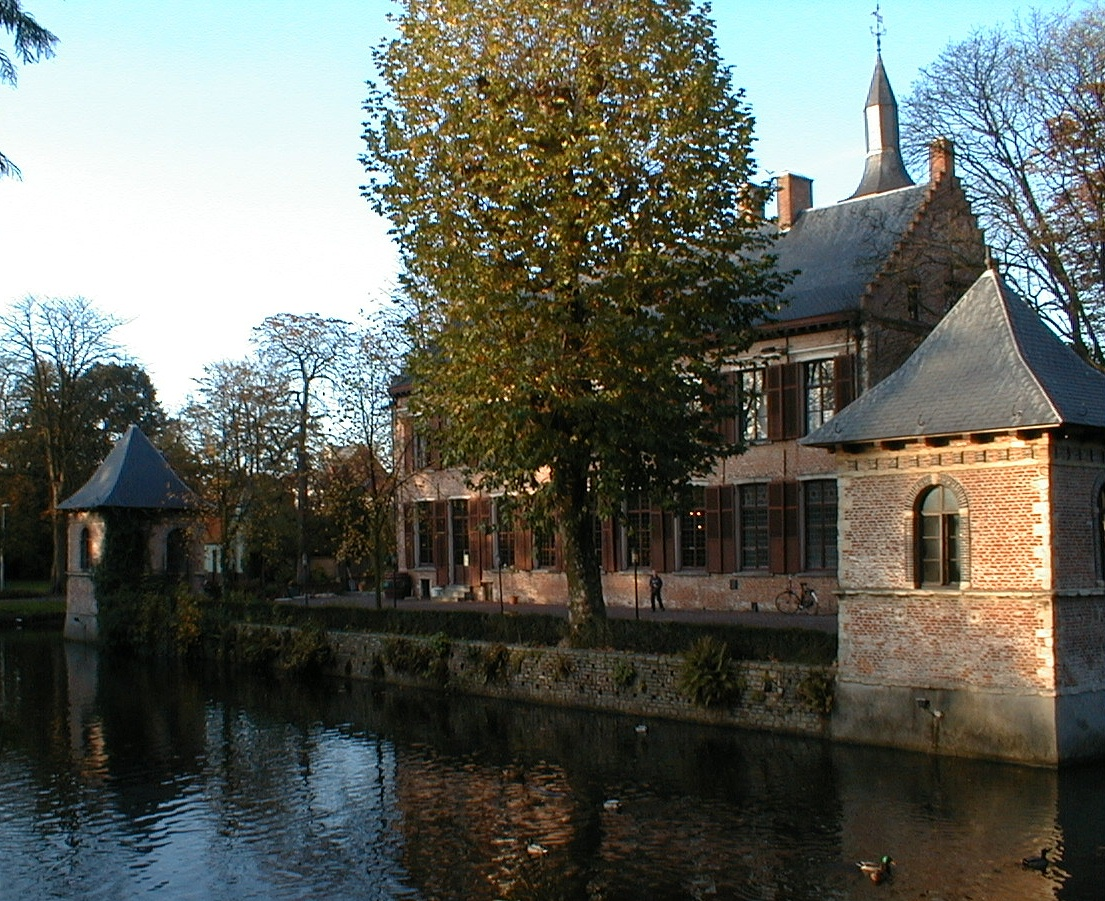
Het kasteel Walburg

- De Casino, concertzaal gebouwd in neoromaanse stijl in de Stationsstraat
- Het Castrohof, vroeger ook wel het Exaerdekenshof genoemd, oorspronkelijke eigendom van Francisco Cristobal Sanchez de Castro y Toledo.[21]
- De Cipierage, de voormalige gevangenis van het land van Waas, in renaissancestijl
- De Gouden Arend, een herenhuis aan de Grote Markt
- De Grote Markt, met 3,2 hectare het grootste marktplein in België
- Het Hof van Belsele, een kasteel uit de 18e eeuw
- Het Huis Myle, een herenhuis aan de Grote Markt
- Het Moelandkasteel
- Het Landhuis, de vroegere zetel van het Hoofdcollege van het Land van Waas
- Het Paddeschoothof, een omwalde hofstede uit de vroeg 16e eeuw
- Het Parochiehuis, het voormalige barokke stadhuis van de stad
- Het Postgebouw, in 1902 in neo-Vlaamse-renaissancestijl gebouwd
- Het Regentieplein, een rond pleintje in de Stationswijk
- Het Stadhuis van Sint-Niklaas, gebouwd in neogotische stijl
- Het Volkshuis, een gebouw in art-decostijl aan de Vermorgenstraat 9
- Het Woord, een standbeeld op de Grote Markt van Idel Ianchelevici
- De zeven stadsreuzen: Sinterklaas, Zwarte Piet, Janneke, Mieke, Caspar, Melchior, Balthasar

### Industrieel erfgoed
- Mouterij Claus Frères, Sinaai
- Drogisterij De Walvis, een volledig bewaard winkel uit het begin van de 20e eeuw
- De Roomanmolen in deelgemeente Belsele
- Scheerders-Van Kerchove, een familiale steenbakkerij met verschillende historische gebouwen
- De Witte Molen, een 18e-eeuwse witte grondzeiler
- Het station, 1972, interieur met een gekleurd venster door Harold Van de Perre.

### Natuurgebieden en parken

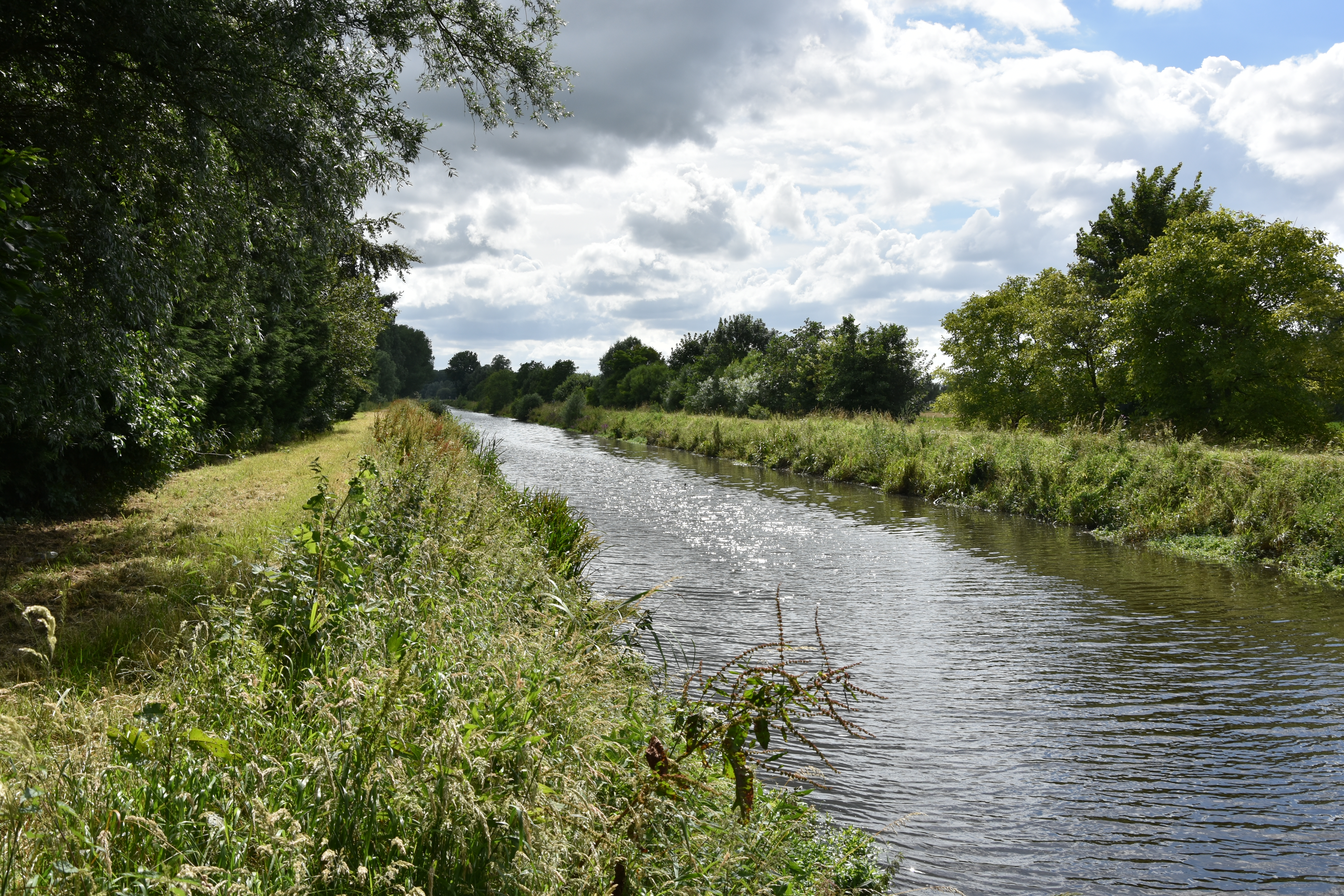
De Stekense Vaart met links de Fondatie van Boudelo

- De Bezenkoek, een bosgebied in Belsele en Sinaai[22]
- Het Casinopark
- De Fondatie van Boudelo, een natuurgebied aan de Stekense Vaart
- Het Mercatorpark
- Parkbegraafplaats Tereken
- Het Puitvoetbos, een bosgebied ten zuiden van het stadscentrum. Het werd einde jaren '30 van de 20e eeuw aangekocht ten behoeve van de jeugdbeweging. In de loop der jaren bleef het bos, dat ingeklemd tussen stadsrand en bedrijventerrein kwam te liggen, gevrijwaard van verkaveling. In 1992 werd besloten om het uit te breiden tot 52 ha, als groene buffer.
- Recreatiedomein De Ster
- Het Romain De Vidtspark met Kasteel Walburg, een waterburcht
- Verschillende, voor het Waasland typerende, bolle akkergebieden[23]

### Musea
- Het Edgar Tinelmuseum te Sinaai, biografisch museum over Edgar Tinel.
- Het Heemkundig Museum Nieuwkerken-Waas 200/700, bezit een verzameling Ruraal erfgoed uit Nieuwkerken Waas.
- Het Pijp- en Tabaksmuseum

#### Stedelijke Musea van Sint-Niklaas
- Het Huis Janssens, een herenwoning in neo-Vlaamse renaissancestijl, in 2023 onderdak van de collectie "Curiosum".[24]
- Het Internationaal Exlibriscentrum
- Het Mercatormuseum, verzameling cartografie.
- De Salons voor Schone Kunsten: in een neoclassicistisch herenhuis, gebouwd door Textielnijveraar Edmond Meert. Hier werd een selectie uit het stedelijk kunstpatrimonium tentoongesteld.
- Het SteM Zwijgershoek: heemkundig museum, met focus op cultuur en nijverheid.

### Art deco
In Sint-Niklaas zijn vele voorbeelden te vinden van de art-decostijl. In de late 19de eeuw was Sint-Niklaas een bloeiend centrum voor de textiel- en  breinijverheid. Deze evolutie werd enigszins gestopt door het uitbreken van de Eerste Wereldoorlog. Maar de stad kwam er echter relatief ongeschonden uit waardoor de economie snel terug aanzwengelde. Door het succes dat de sector kende, trok de stad veel nieuwe arbeiders aan en ontstond er tevens een rijke burgerij. Deze lieten zich grote huizen bouwen in de stijl naar de toenmalige mode in de nieuwe wijken die rond het oude centrum werden gebouwd.
De huizen rond de Monseigneur Stillemansstraat behoren veeleer tot art deco en nieuwe zakelijkheid en geven een fraai beeld van de levensstandaard van de Sint-Niklase burgerij van weleer. De straat is sinds 2002 een beschermd stadsgezicht. Ook in de Guido Gezellelaan, de Stations- en Elisabethwijk zijn er veel woningen in deze stijl gebouwd.
Na de Eerste Wereldoorlog domineerde de art deco Sint-Niklaas: architecten en kunstenaars zoals Hilaire De Boom, Charles Hoge, August Waterschoot, Raphaël Verwilghen, Adrien Bressers, Marc Neerman, Karel Van Havermaet, , Joseph Van Coillie, Florent Staes, André Verbeke, Raphaël en Leander Waterschoot ontwierpen verschillende panden voor de plaatselijke burgerij. De stijl vond zijn toepassing in onder andere aardewerk dat in Scheerders werd vervaardigd, alsook in monumentale grafzerken in blauwe arduin. Hierdoor ontwikkelde zich een bekende reeks van steenhouwers waaronder Robert Van de Velde. Naast burgerlijke architectuur was de stijl ook geliefd voor het optrekken van religieuze gebouwen: de Broederschool in de Nieuwstraat en een deel van de normaalschool in de Kasteelstraat zijn uitgevoerd in deze stijl.

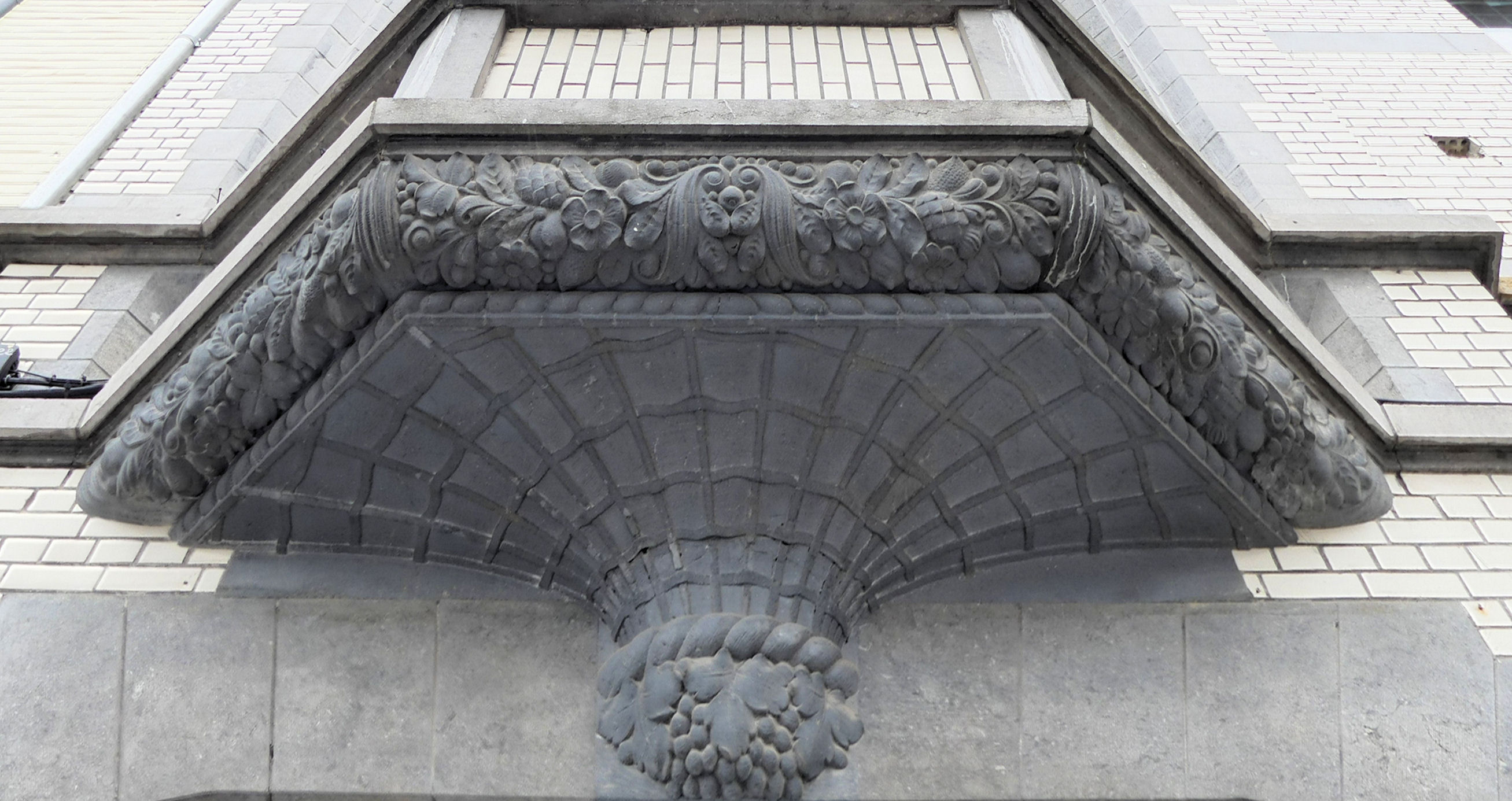
Herenhuis op de Grote Markt
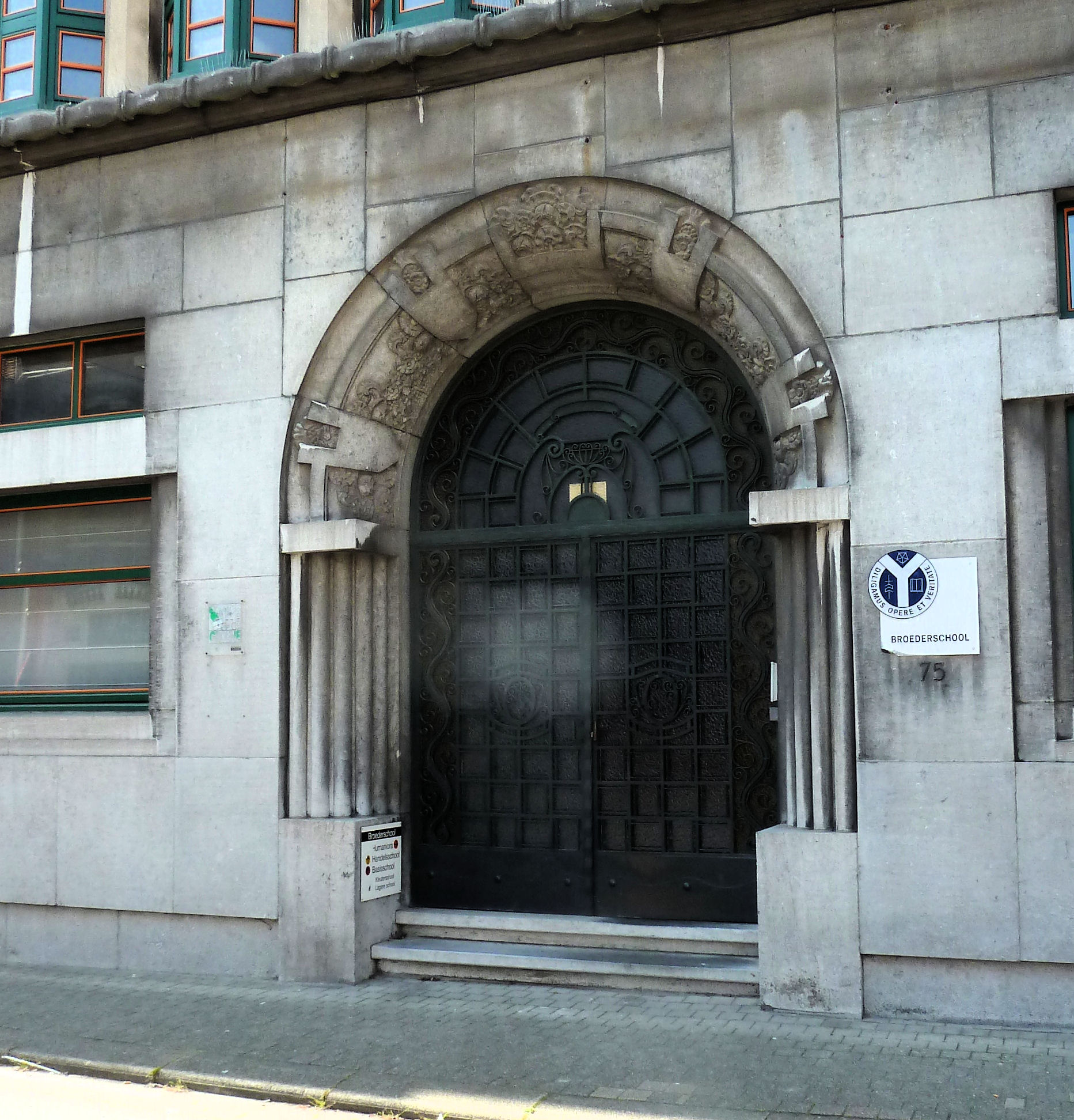
Hoofdingang van de Broederschool, door Robert Van de Velde
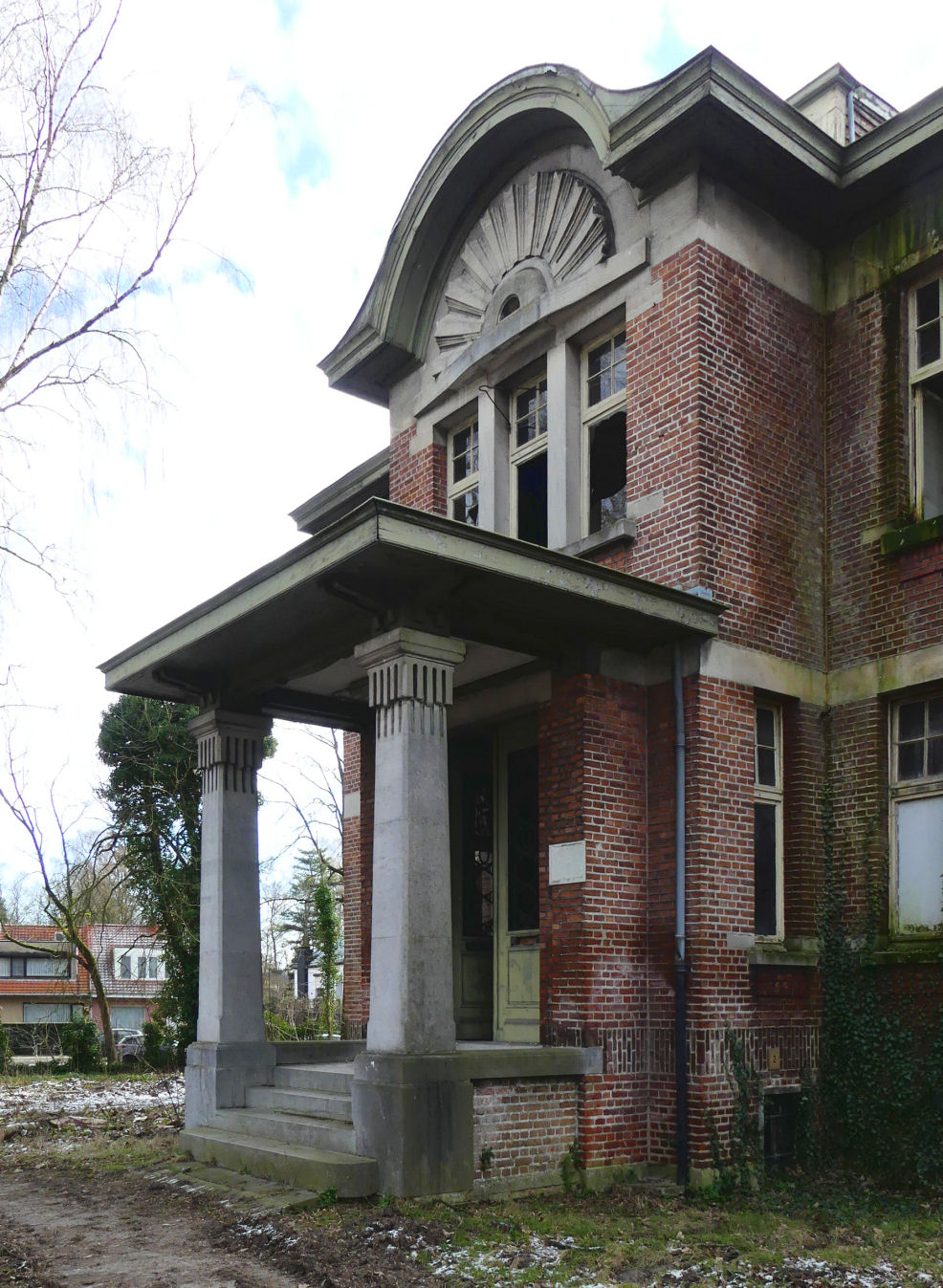
Voormalig Vakantiepatronaat Het Zonneken
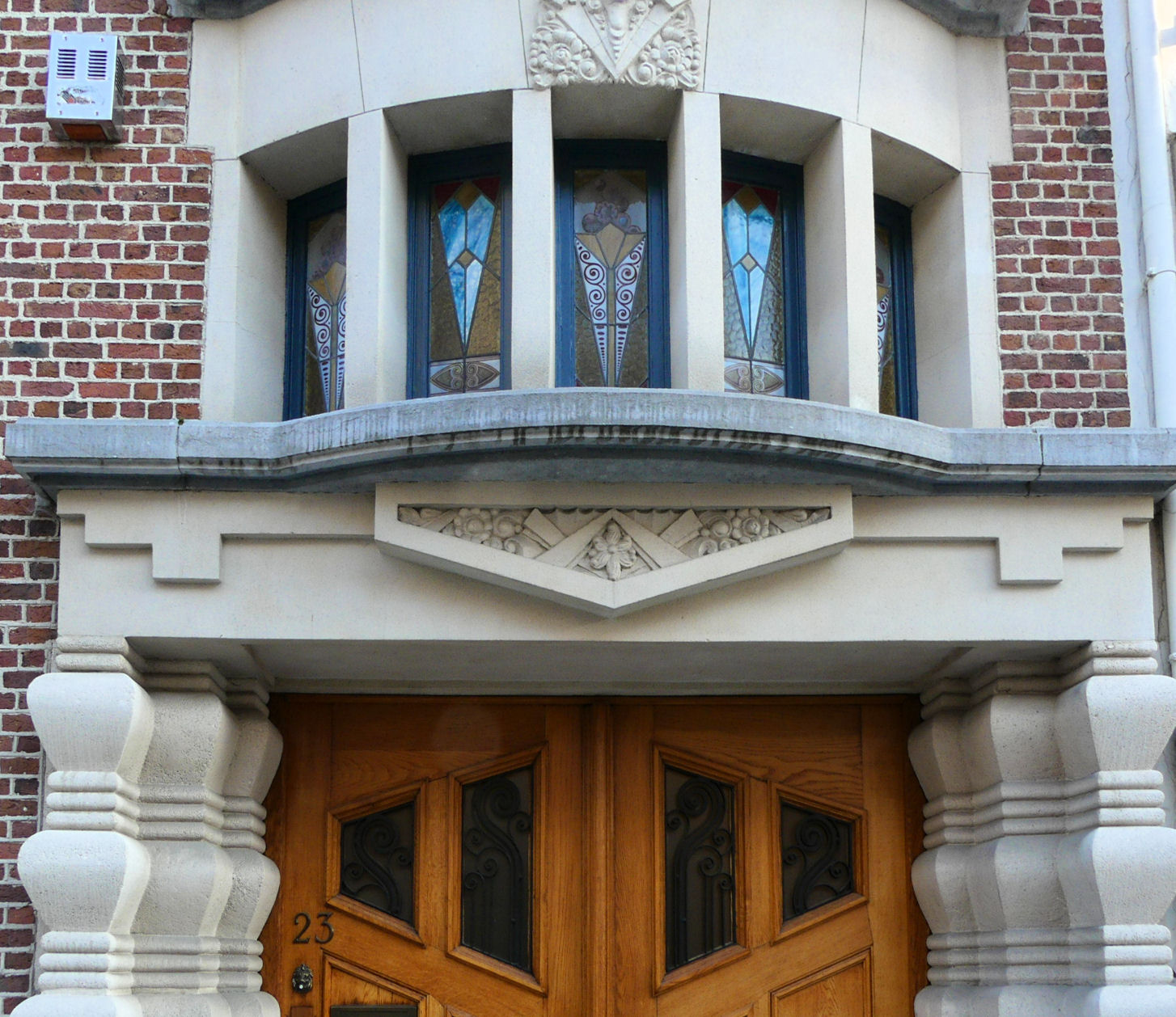
Detail van het beeldhouwwerk een pand in art-decostijl, Stationsstraat 23
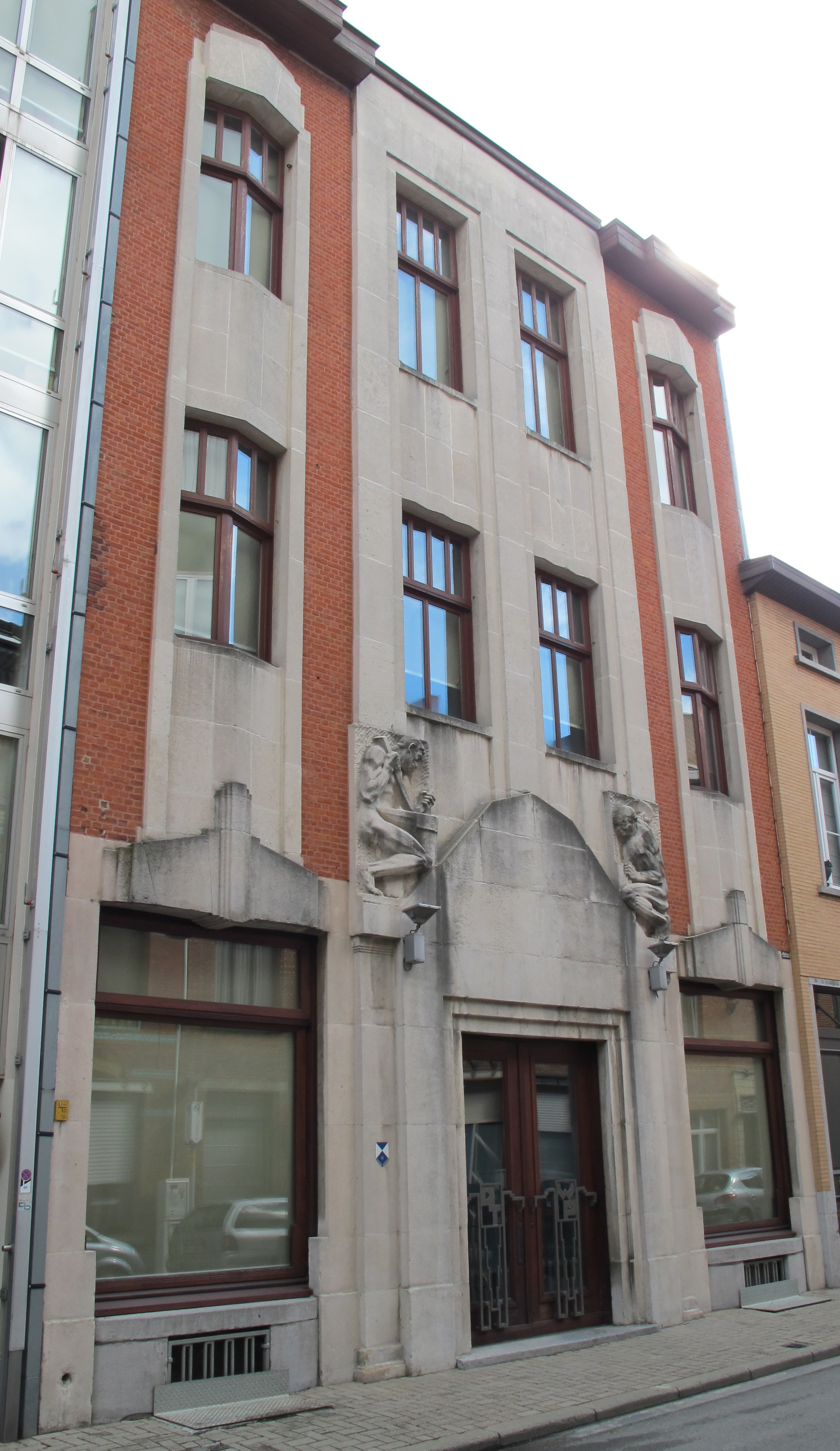
't Volkshuis, een gebouw in art-decostijl
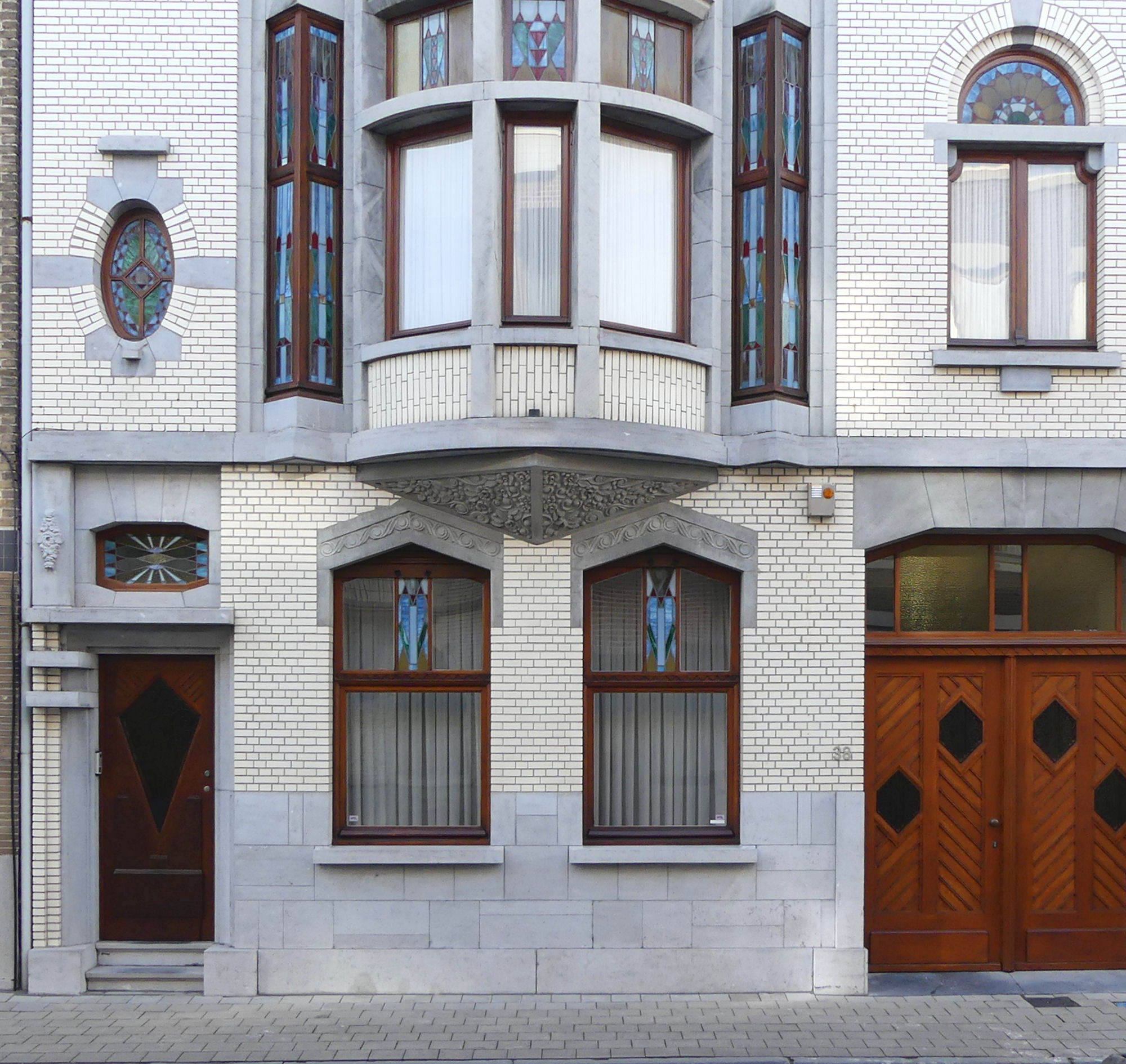
Het burgerhuis "Frederik Dirken" in de Monseigneur Stillemansstraat

### Art nouveau
Ook zijn er in de stad verschillende voorbeelden te vinden van art nouveau. Verschillende panden zijn ontworpen door stadsarchitect August Waterschoot, maar zijn eerder zeldzaam.

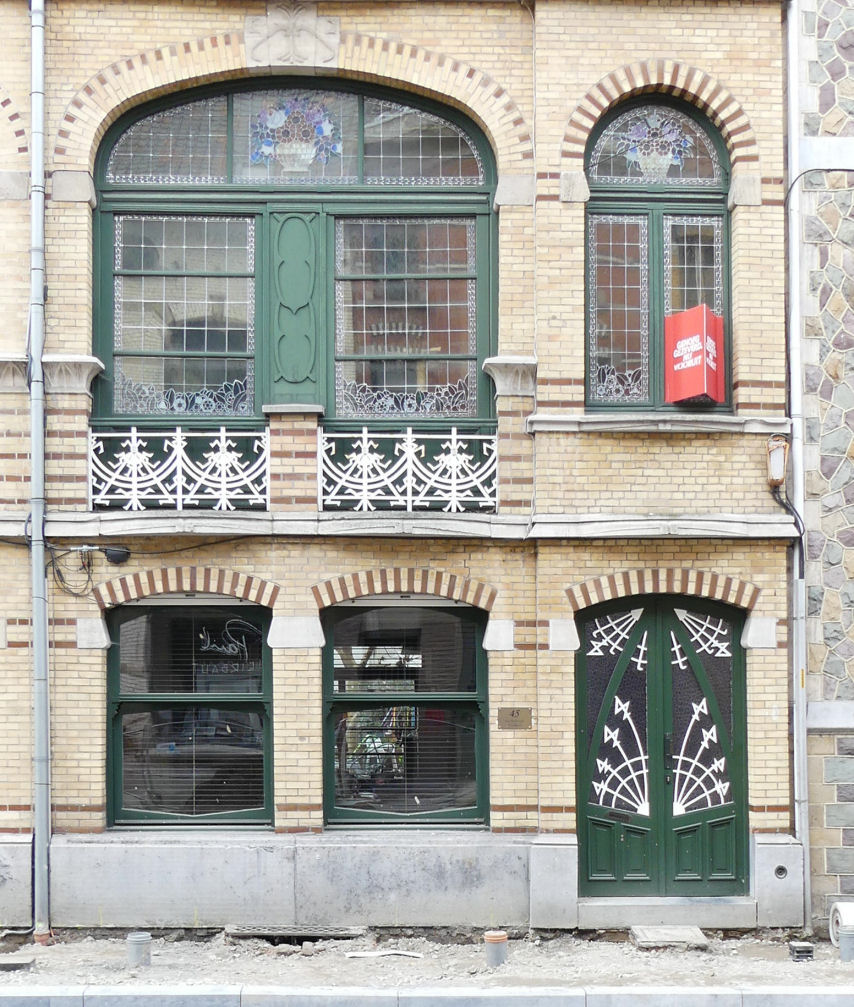
Prins Albertstraat, burgerhuizen door Julien Welvaert.
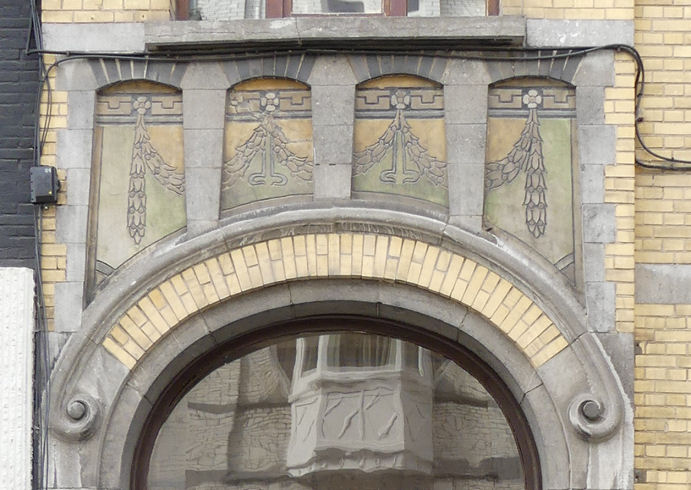
Art nouveau, Prins Albertstraat
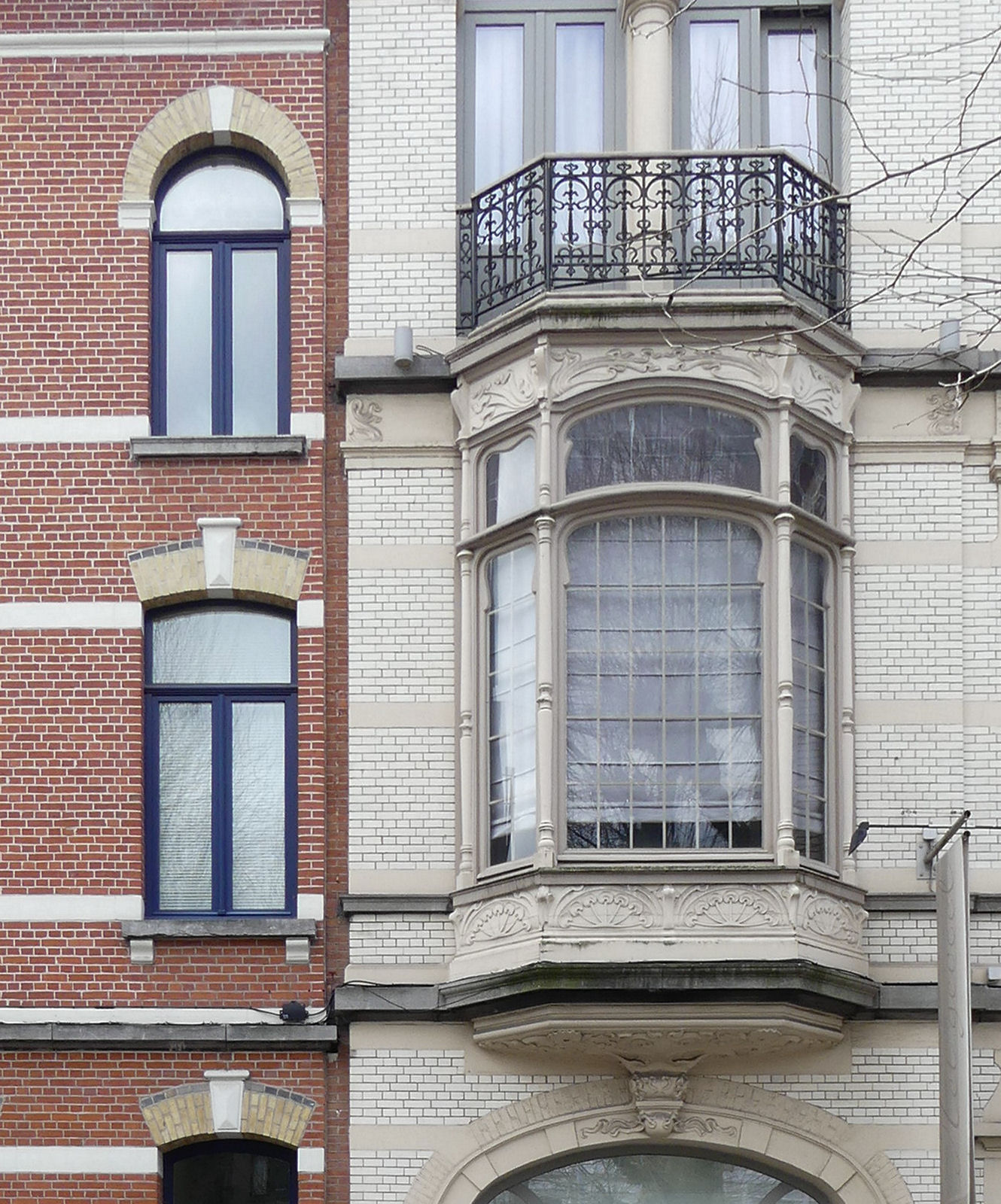
Gevel burgerhuis "Denys" naar ontwerp van August Waterschoot, 1902; Regentieplein.
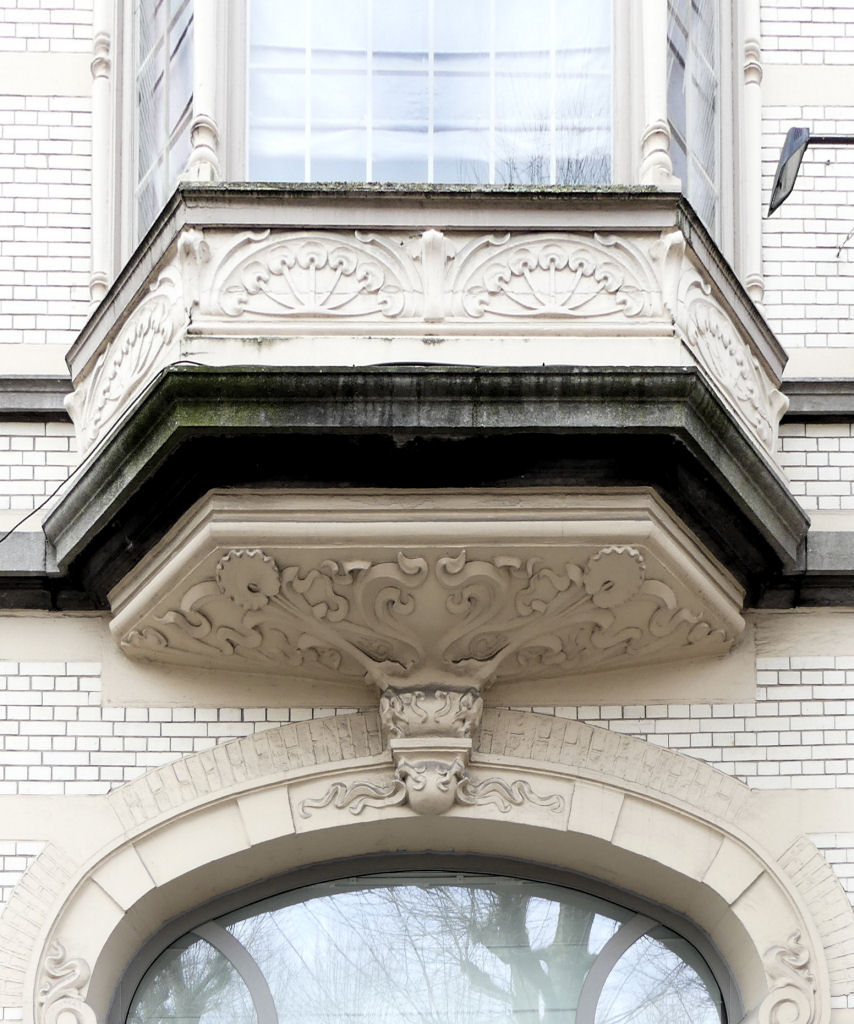
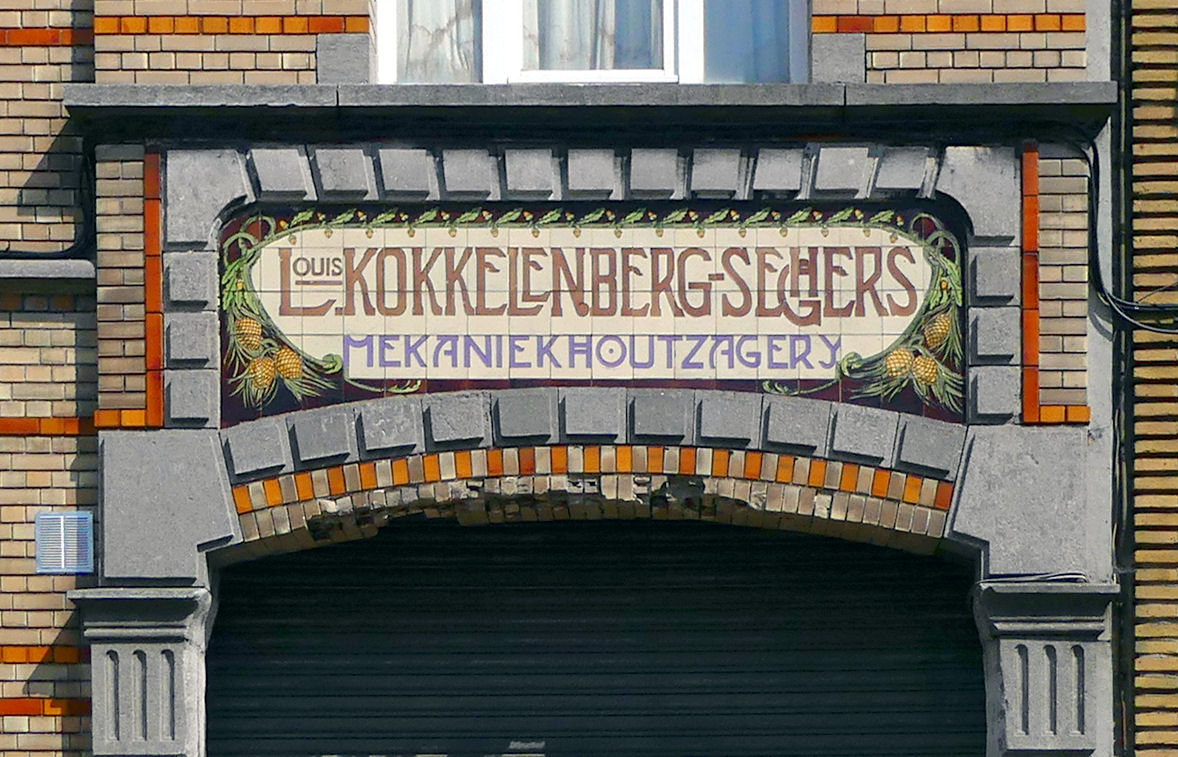
houtzagerij Louis Kokkelenberg-Seghers ontw. door August Waterschoot

## Politiek

### Structuur
| Sint-Niklaas     | Sint-Niklaas     | Supranationaal         | Nationaal                         | Nationaal                         | Gemeenschap               | Gewest                    | Provincie                 | Arrondissement           | Provinciedistrict | Kanton          | Gemeente        |
| ---------------- | ---------------- | ---------------------- | --------------------------------- | --------------------------------- | ------------------------- | ------------------------- | ------------------------- | ------------------------ | ----------------- | --------------- | --------------- |
| Administratief   | Niveau           | Europese Unie          | België                            | België                            | Vlaanderen                | Vlaanderen                | Oost-Vlaanderen           | Sint-Niklaas             | Sint-Niklaas      | Sint-Niklaas    | Sint-Niklaas    |
| Administratief   | Bestuur          | Europese Commissie     | Belgische regering                | Belgische regering                | Vlaamse regering          | Vlaamse regering          | Deputatie                 | Deputatie                | Deputatie         | Deputatie       | Gemeentebestuur |
| Administratief   | Raad             | Europees Parlement     | Kamer van volksvertegenwoordigers | Kamer van volksvertegenwoordigers | Vlaams Parlement          | Vlaams Parlement          | Provincieraad             | Provincieraad            | Provincieraad     | Provincieraad   | Gemeenteraad    |
| Kiesomschrijving | Kiesomschrijving | Nederlands Kiescollege | Kieskring Oost-Vlaanderen         | Kieskring Oost-Vlaanderen         | Kieskring Oost-Vlaanderen | Kieskring Oost-Vlaanderen | Kieskring Oost-Vlaanderen | Dendermonde-Sint-Niklaas | Sint-Niklaas      | Sint-Niklaas    | Sint-Niklaas    |
| Verkiezing       | Verkiezing       | Europese               | Federale                          | Federale                          | Vlaamse                   | Vlaamse                   | Provincieraads-           | Provincieraads-          | Provincieraads-   | Provincieraads- | Gemeenteraads-  |

### Politieke geschiedenis

#### Resultaten
Op 1 januari 1977 werden de voormalige gemeenten Belsele, Nieuwkerken-Waas en Sinaai bij Sint-Niklaas gevoegd.
Bij de gemeenteraadsverkiezingen van 1946 behaalde de CVP nog 45% van de geldige uitgebrachte stemmen en meteen toch de absolute zetelmeerderheid in de gemeenteraad; in 2024 was haar opvolger CD&V teruggevallen tot 11%. De Volksunie was in 1976 de tweede partij met 24% van de geldig uitgebrachte stemmen; in 2000 kreeg de partij nog maar 8%. Na een kartel met CD&V in 2006, werd N-VA (afsplitsing van VU) vervolgens de grootste met 28%. Deze partij bleef de grootste in 2018 en 2024. De socialisten (eerst SP, later sp.a en Vooruit) klommen van 21% in 1976 tot 35% in 2006, maar daalden daarna weer tot 13% in 2018. Bij de verkiezingen van 2024 volgde een herstel tot 26%. In 2006 en 2012 namen zij deel in kartel. De liberalen gingen van 8% naar 14% in 2000, gevolgd door een daling en het uiteindelijk verdwijnen van een liberale vertegenwoordiging in 2024. Het Vlaams Blok/Vlaams Belang bereikte in 2006 een hoogtepunt met 27% maar in 2012 werd de partij gehalveerd. Zes jaar later maakte de partij een gedeeltelijke herstelbeweging tot 17%, die werd vergroot tot 19% in 2024.
De PVDA kwam na de verkiezingen van 2018 voor de eerste maal in de gemeenteraad terecht. De partij kon deze vertegenwoordiging vasthouden bij de verkiezingen van 2024.

#### Burgemeesters
Na de onafhankelijkheid van België had Sint-Niklaas ruim twee decennia liberale burgemeesters (met uitzondering van 1854-1855). Van 1858 tot 1988 waren de burgemeesters allemaal katholieken. In de legislatuur 1989-1994 werd een socialist burgemeester, Freddy Willockx.  Hij werd opgevolgd door partijgenoot Hunfred Schoeters. Daarna kregen de christendemocraten weer de burgemeestersstoel in handen voor één legislatuur, met de burgemeesters Lieven Lenaerts en Jef Foubert. In 2001 werden zij opgevolgd door socialistische burgemeesters (Freddy Willockx en Christel Geerts). De huidige burgemeester is de Vlaams-nationalist Lieven Dehandschutter (N-VA). Hij vervult deze positie sinds 2013.

#### Coalities

##### Legislatuur 2001-2006
Freddy Willockx (SP) werd burgemeester voor een tweede, niet-opeenvolgende termijn. Hij was al eens burgemeester geweest tussen 1989 en 1994. Hij leidde een coalitie bestaande uit SP en CVP. Samen vormden ze de meerderheid met 24 op 39 zetels.

##### Legislatuur 2007-2012
Freddy Willockx (sp.a) werd opnieuw burgemeester. Hij leidde een coalitie bestaande uit de kartels sp.a-spirit-Groen! en CD&V+N-VA. Samen vormden ze de meerderheid met 25 op 39 zetels. In 2010 stapte Willockx op als burgemeester en werd hij vervangen door Christel Geerts (sp.a). Zij werd de eerste vrouwelijke burgemeester van de stad.

##### Legislatuur 2013-2018
Burgemeester was Lieven Dehandschutter (N-VA). Hij werd de eerste Vlaams-nationalistische burgemeester van Sint-Niklaas sinds de oorlogsburgemeester Emiel Van Haver. Hij leidde een coalitie bestaande uit N-VA en het kartel sp.a-Groen. Samen vormden ze de meerderheid met 25 op 41 zetels.

##### Legislatuur 2019-2024
Burgemeester was Lieven Dehandschutter (N-VA). Hij leidde een coalitie bestaande uit N-VA, Groen en Open Vld. Samen vormden ze de meerderheid met 22 op 41 zetels. De voorzitter van de gemeenteraad was Mia Mortier van Groen.

##### Legislatuur 2024-2030
Lieven Dehandschutter (N-VA) is burgemeester voor een derde opeenvolgende termijn. Hij leidt een coalitie bestaande uit N-VA, Vooruit en CD&V. Samen vormen ze de meerderheid met 30 op 43 zetels. De voorzitter van de gemeenteraad is Tchantra Van De Walle van N-VA.

### College van burgemeester en schepenen
| Functie en bevoegdheden                                                                                                  | Naam                      | Partij | Partij  |
| --- | ------------------------- | ------ | ------- |
| Burgemeester | Lieven Dehandschutter     |        | N-VA    |
| Eerste schepen Ruimtelijke ordening, handel en horeca en beheer openbaar domein                                          | Kris Van der Coelden      |        | Vooruit |
| Tweede schepen Financiën, personeel en dienstverlening                                                                   | Peter Buysrogge           |        | N-VA    |
| Derde schepen Evenementen, markten en foren, jeugd, kinderopvang, stad van de Sint, sport, burgerzaken en gelijke kansen | Ghizlane Benabdellah      |        | Vooruit |
| Vierde schepen Stadsontwikkeling, economie en digitalisering                                                             | Carl Hanssens             |        | N-VA    |
| Vijfde schepen Welzijn, klimaat en landbouw                                                                              | Kristof Van Gansen        |        | CD&V    |
| Zesde schepen Cultuur, gebouwen en logistiek                                                                             | Filip Baeyens             |        | N-VA    |
| Zevende schepen Mobiliteit, openbare werken, wonen en stadspromotie                                                      | Maxime Callaert           |        | N-VA    |
| Achtste schepen Onderwijs en opgroeien, toerisme, dierenwelzijn en voorzitter bijzonder comité voor de sociale dienst    | Adelheid Van Hauwermeiren |        | Vooruit |

### Resultaten gemeenteraadsverkiezingen sinds 1976
| Partij of kartel     | Partij of kartel                                           | 10-10-1976 | 10-10-1976 | 10-10-1982 | 10-10-1982 | 9-10-1988 | 9-10-1988 | 9-10-1994 | 9-10-1994 | 8-10-2000 | 8-10-2000 | 8-10-2006 | 8-10-2006 | 14-10-2012 | 14-10-2012 | 14-10-2018 | 14-10-2018 | 13-10-2024 | 13-10-2024 |
| Stemmen / Zetels     | Stemmen / Zetels                                           | %          | 39         | %          | 39         | %         | 39        | %         | 39        | %         | 39        | %         | 39        | %          | 41         | %          | 41         | %          | 43         |
| -------------------- | ---------------------------------------------------------- | ---------- | ---------- | ---------- | ---------- | --------- | --------- | --------- | --------- | --------- | --------- | --------- | --------- | ---------- | ---------- | ---------- | ---------- | ---------- | ---------- |
|                      | PVDA1/ PVDA+2                                              | 0,791      | 0          | 0,391      | 0          | 0,481     | 0         | 0,621     | 0         | -         |           | -         |           | 1,782      | 0          | 4,41       | 1          | 4,81       | 1          |
|                      | SP1/ sp.a-spirit-Groen!B/ sp.a-GroenC/ sp.a2/ Vooruit3     | 21,011     | 8          | 29,421     | 13         | 29,461    | 13        | 25,81     | 12        | 27,21     | 12        | 35,35B    | 14        | 25,68C     | 12         | 12,62      | 5          | 25,63      | 12         |
|                      | AGALEV1/ sp.a-spirit-Groen!B/ sp.a-GroenC/ Groen2          | -          |            | 3,851      | 0          | 4,541     | 1         | 5,781     | 1         | 6,681     | 2         | 35,35B    | 14        | 25,68C     | 12         | 14,32      | 6          | 8,62       | 3          |
|                      | PVV1/ VLD2/ VLD-VIVANT3/ Open Vld4/ Liberaal Sint-Niklaas5 | 7,641      | 2          | 7,441      | 2          | 10,251    | 4         | 11,582    | 4         | 13,552    | 5         | 9,603     | 3         | 7,214      | 2          | 7,44       | 2          | 3,55       | 0          |
|                      | CVP1/ CD&V+N-VAA/ CD&V2                                    | 44,861     | 19         | 38,721     | 18         | 36,571    | 16        | 31,181    | 15        | 23,11     | 10        | 27,67A    | 11        | 15,552     | 7          | 13,52      | 6          | 10,52      | 4          |
|                      | VU1/ VU&ID2/ CD&V+N-VAA/ N-VA3                             | 23,811     | 10         | 15,371     | 6          | 10,871    | 4         | 7,681     | 2         | 8,192     | 2         | 27,67A    | 11        | 28,483     | 13         | 29,03      | 14         | 27,53      | 14         |
|                      | Vlaams Blok1/ Vlaams Belang2                               | -          |            | 2,311      | 0          | 4,971     | 1         | 12,461    | 5         | 19,451    | 8         | 26,552    | 11        | 11,692     | 5          | 17,12      | 7          | 19,52      | 9          |
|                      | SOS 2012                                                   | -          |            | -          |            | -         |           | -         |           | -         |           | -         |           | 5,98       | 2          | -          |            | -          |            |
| Anderen(*)           | Anderen(*)                                                 | 1,88       | 0          | 2,5        | 0          | 2,84      | 0         | 4,92      | 0         | 1,83      | 0         | 0,82      | 0         | 3,63       | 0          | 1,6        | 0          | -          |            |
| Totaal stemmen       | Totaal stemmen                                             | 46325      | 46325      | 47468      | 47468      | 48374     | 48374     | 48111     | 48111     | 48174     | 48174     | 47946     | 47946     | 47565      | 47565      | 50826      | 50826      | 34957      | 34957      |
| Opkomst %            | Opkomst %                                                  |            |            |            |            | 94,39     | 94,39     | 92,74     | 92,74     | 91,6      | 91,6      |           |           | 89,29      | 89,29      | 91,5       | 91,5       | 62,1       | 62,1       |
| Blanco en ongeldig % | Blanco en ongeldig %                                       | 3,68       | 3,68       | 4,22       | 4,22       | 3,98      | 3,98      | 4,11      | 4,11      | 3,67      | 3,67      | 4,24      | 4,24      | 5,98       | 5,98       | 3,3        | 3,3        | 0,5        | 0,5        |

De zetels van de gevormde coalitie staan vetjes afgedrukt. De grootste partij staat in kleur.
(*) 1976: SNEL (1,88%) / 1982: GEMBEL (1,9%), SNEL (0,6%) / 1988: SN2000 (2,26%), KP-SAP (0,31%), LVP (0,27%) / 1994: W.O.W. (2,45%), ROSSEM (0,75%), SAMEN (0,74%), B.E.B./BEB-n (0,56%), SINT (0,42%) / 2000: Vivant (1,83%) / 2006: B.E.B./BEB-n (0,82%) / 2012: SNAB (1,87%), S²nb Transp. (1,08%), FOERT (0,68%) / 2018: Be.One (1,6%)
De zetels van de kartels bij de verkiezingen van 2006 en 2012 zijn telkens weergegeven door één kleur. Voor het kartel sp.a-spirit-Groen! (2006) en sp.a-Groen (2012) is dit de rode kleur van de socialisten, bij het kartel CD&V+N-VA in 2006 is dit de oranje kleur van de christendemocraten.

## Godsdienst en levensbeschouwing

### Christendom

#### Rooms-Katholieke Kerk

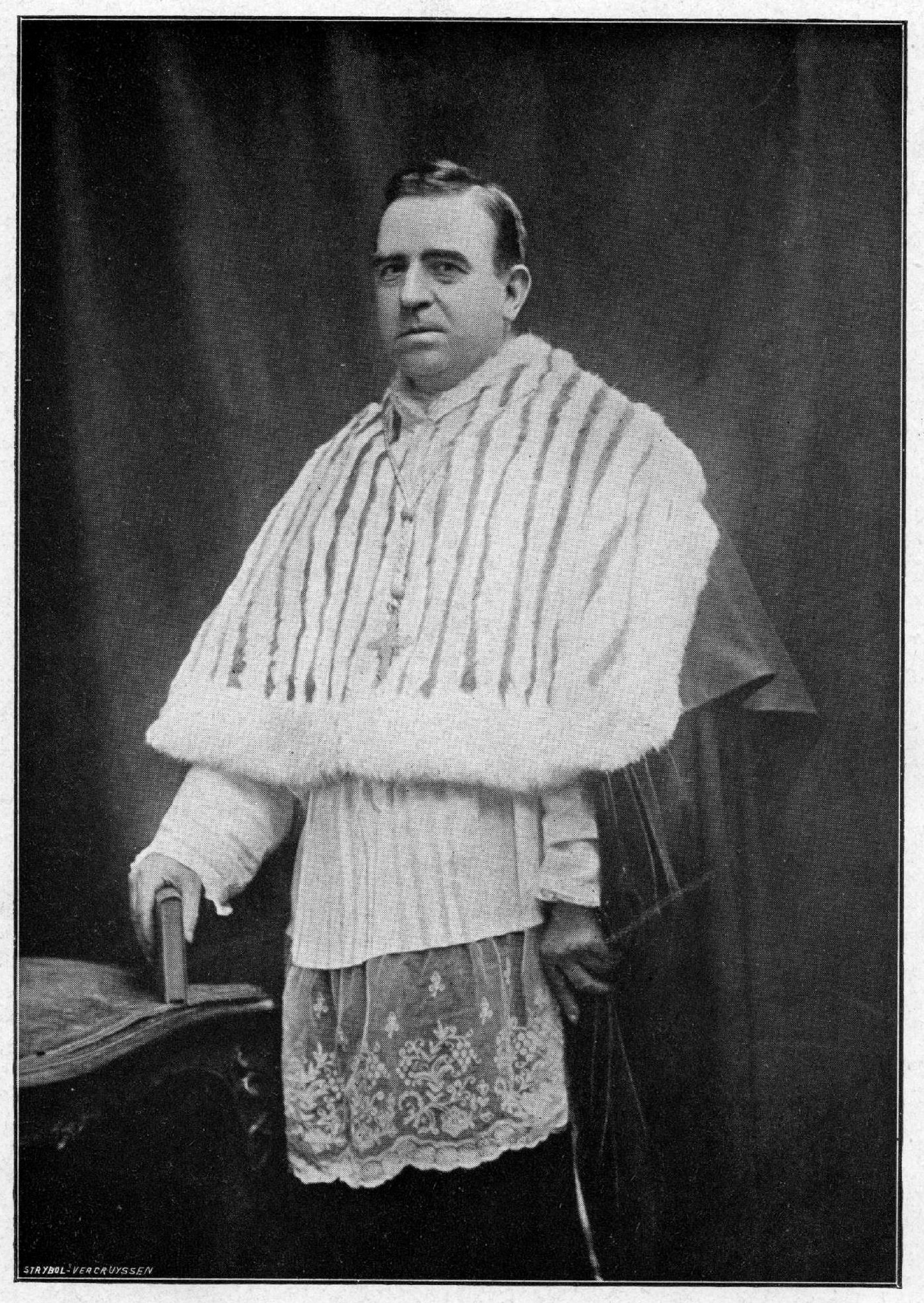
portret van kanunnik Amaat Joos, leraar aan de bisschoppelijke normaalschool, bekend auteur van het Waas idioticon

Sint-Niklaas is de hoofdstad van het katholieke dekenaat met dezelfde naam in het Bisdom Gent. Het dekenaat omvat vier parochies: Beveren-Kruibeke-Zwijndrecht, Hamme/Waasmunster, Sint-Gillis-Waas/Stekene en Sint-Niklaas/Temse. Deze laatste beslaat de volledige gemeenten Sint-Niklaas en Temse. De hoofdkerk is gewijd aan de patroonheilige van de stad, Nicolaas van Myra, waar een deel van zijn relieken worden bewaard. De parochie in Sint-Niklaas neemt vanaf 2020 de naam de Heilige Nicolaas van Myra aan.
De groei van de parochies kende in de 19e eeuw een hoogtepunt, waardoor er op een paar decennia veel nieuwe parochies werden opgericht. In september 2016 fuseerden zij terug tot één parochie voor de gehele stad. Eveneens in 2016 werden verschillende Wase dekenaten bij elkaar gevoegd en onder het dekenaat Sint-Niklaas geplaatst. Het ging hierbij om de dekenaten Beveren, Hamme, Sint-Gillis-Waas en Temse. Daarvoor omvatte het dekenaat Sint-Niklaas alleen de gelijknamige gemeente. Op 1 januari 2025 is de parochie Temse/Kruibeke opgeheven, waardoor de gemeente Temse bij de parochie Sint-Niklaas werd gevoegd.
In Sint-Niklaas zijn er tal van bekende katholieke geestelijken actief geweest of geboren. Tot de bekendste behoren Kardinaal Joos, Monseigneur Stillemans, Kanunnik Janssens, kanunnik Hendrik Claeys, kanunnik Amaat Joos en kanunnik Vercruyssen. De huidige pastoor-deken is Raf Vermeulen, die in 2014 kanunnik Albert Van De Kerkhoven opvolgde.
Naast de parochies zijn er tot voor kort een tiental grote kloosters in de stad gevestigd die van belang waren voor de geestelijke ziekenzorg, ouderenzorg en onderwijs. Sinds recent worden ook de kloosters gesloten waardoor de minderbroeders, arme klaren, zwartzusters en karmelietessen recent het dekenaat hebben verlaten. Ook het klein-seminarie was van groot belang voor de ontwikkeling van de stedelijke bevolking.

#### Protestantisme
De stad telt één erkende protestantse kerk op haar grondgebied: de Evangelische Kerk Sint-Niklaas. Deze behoort tot de Vrije Evangelische Gemeenten.

#### Mormonen
In Sint-Niklaas bevindt zich een parochie van de mormonen. De kerk werd in 2000 gebouwd.

### Islam
Daarnaast kent de stad ook sinds vorige eeuw een groeiende moslimbevolking. In 2016 werd berekend dat 9,8% van de bevolking moslim is. Dit is hoger dan het Belgisch gemiddelde van 7%. Drie jaar later was dit gestegen naar 12,1%. In totaal zijn er vijf moskeeën te vinden in de stad.

### Vrijzinnig humanisme
De vrijzinnige gemeenschap is atheïstisch en uitgesproken seculier van aard, en is in Sint-Niklaas sterk vertegenwoordigd, enerzijds door middel van het HuisvandeMens aan het Stationsplein, dat de morele dienstverlening verzorgt, anderzijds door verschillende verenigingen.
Vrijzinnig-humanistische en morele consulenten verzorgen gesprekken in het AZ Nikolaas, in woonzorgcentra en in de penitentiaire instelling te Beveren.

## Cultuur

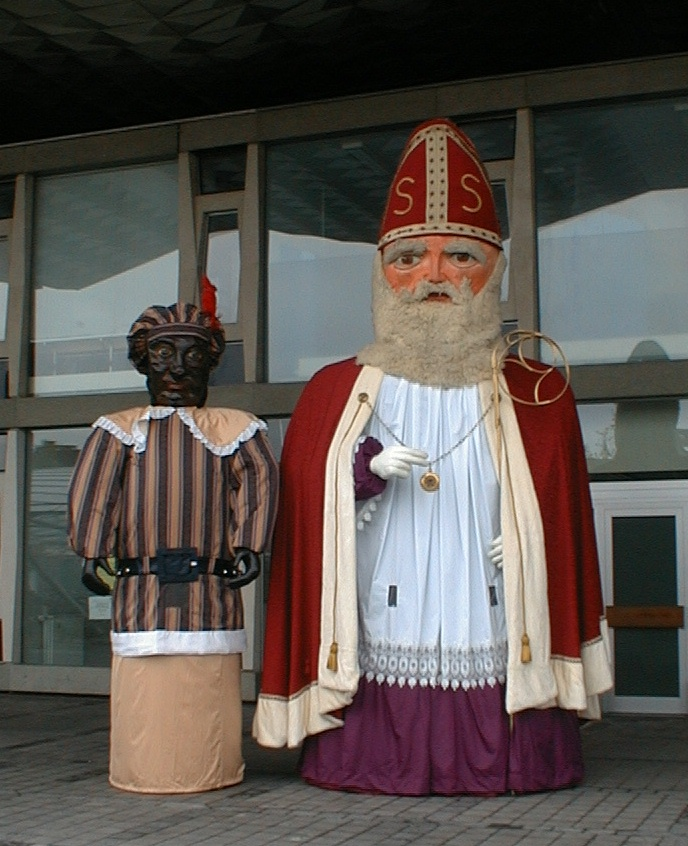
De stadsreuzen van Sint-Niklaas

In Sint-Niklaas bestaat een cultus rondom Sinterklaas, de patroonheilige van de stad. Dit uit zich bijvoorbeeld door de stadsreuzen. Sinterklaas en Zwarte Piet zijn twee van de zeven reuzen die Sint-Niklaas rijk is. Het gewicht van de sinterklaasreus is 100 kilogram en de pop is zo'n 5 meter hoog. Zwarte Piet is kleiner. Begin december promoot de stad zichzelf als 'Stad van de Sint' en organiseert daarbij activiteiten zoals de aankomst van Sinterklaas, het 'Huis van de Sint' in de Stationsstraat en een circusshow rond de figuur Sinterklaas.
Een tweede, kleinere cultus is die rond Reynaert de vos. Verspreid over de stad en de omliggende gemeenten staan verwijzingen naar het verhaal. Zo zijn er verschillende fietsroutes door het Land van Waas, vele beelden en zitbanken en ook de Reynaertgalerij, een verbinding tussen de Stationsstraat en de Grote Markt.
Daarnaast zijn in de stad tientallen verenigingen met vrijwilligers actief op gebied van kunst, cultuur, natuur, welzijn, muziek, jeugd, senioren, onderwijs, godsdienst en politiek. De oudste actieve vereniging is de Broederschap van het Allerheiligste Sacrament.
In Sint-Niklaas bevindt zich de zetel van de Koninklijke Wase Kunstkring en de Koninklijke Oudheidkundige Kring van het Land van Waas.

### Ballonstad
Sint-Niklaas heeft een sterke historische band met luchtballons. De eerste, weliswaar onbemande, vlucht met een luchtballon in de stad vond plaats op 15 april 1784. De zelfgemaakte ballon van Joannes van Goethem steeg op vanuit de Houtbriel en landde in de Nieuwstraat. De eerste bemande vlucht vond plaats op 3 maart 1845. Een zekere Kersch steeg toen op vanuit de speelplaats van het Sint-Jozef-Klein-Seminarie.

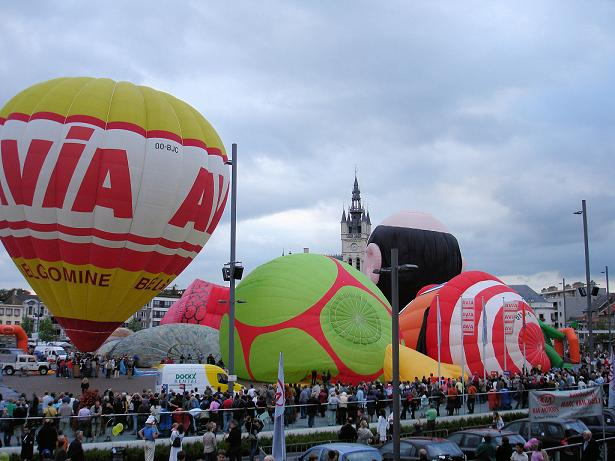
De Vredefeesten in 2007

Vanaf 1873 werden luchtballons een onderdeel van de zomerkermis. De Fransman Jean-Baptiste Glorieux steeg met zijn ballon L'Hirondelle op vanop de Grote Markt en deed luchtacrobatie aan een trapeze die onder de mand hing. De stunt was zo een groot succes bij het publiek dat de stad ervoor zorgde dat ook de komende jaren een dergelijk spektakel zou kunnen plaatsvinden. In 1874 en 1875 was het de beurt aan Camille Dartois, met zijn nog grotere ballon Géant. Hij nam ook mensen mee en liet de ballon stijgen tot 100 meter hoogte aan een touw. In 1878 werden ballons achterwege gelaten vanwege de grote kosten voor de inhuldiging van het stadhuis. Van 1891 tot 1914 was de luchtballon een vast onderdeel van de kermis, vaak gecombineerd met spectaculaire stunts. In 1911 liet de Aëro-Club van Sint-Nikolaas hun eigen ballon Waaslander op de eerste keer op. In 1913 was het de beurt aan hun tweede ballon, Waaslander II.
Na de beide wereldoorlogen kreeg de ballonhappening een nieuw leven. In het eerste weekend van september 1948 werden voor het eerst Bevrijdingsfeesten georganiseerd, met een landingswedstrijd voor gasballons. De eerste heteluchtballons verschenen in 1970. Drie jaar later kreeg het evenement de naam Vredefeesten. De komende jaren groeide de happening verder met de inclusie van onder andere miniballons en special-shapes. De Vredefeesten zijn intussen uitgegroeid tot een heuse traditie, die opvalt door de ongebruikelijke opstijgplaats midden in de stad.

### Dialect
In Sint-Niklaas wordt een dialect gesproken, het Sinnekloases. Het is een Waaslands dialect, dus behoort het tot de overgang van Oost-Vlaams naar Brabants. In 2017 werd een woordenboek uitgebracht met 2790 woorden. Hedendaagse toepassingen van de streektaal kan men vinden in de parkeergarage onder de Grote Markt en in de fietsenstalling op het Stationsplein. Deze zijn ingedeeld in zones die worden aangeduid met een typisch dialect woord.
In de deelgemeente Nieuwkerken-Waas spreken de mensen dan weer een ander dialect, het Niekaarks. Deze twee dialecten zijn nauw met elkaar en met de andere dialecten van het Waasland verwant.

### Evenementen

#### Jaarlijks
- Lentemarkt
- MOOOV Filmfestival
- Stad van de Sint: van eind november tot begin december. De stad wordt gepromoot als uitvalsbasis voor Sinterklaas.
- Sint-Niklaas Wintert: verschillende winters getinte evenementen die beginnen nadat Stad van de Sint afgelopen is.
- Sint-Niklaas Zomert: verschillende evenementen tijdens de zomervakantie.
- Vredefeesten: een ballonevenement begin september midden in de stad. Dit gebeuren wordt al georganiseerd sinds het einde van de Tweede Wereldoorlog en is intussen uitgegroeid tot een heus festival.

#### Wekelijks
- Sinds 1513 is het elke donderdag markt op de Grote Markt. Deze loopt van 7 uur tot 13 uur.[49]

### Media
- TV Oost, de regionale televisiezender van het oosten van Oost-Vlaanderen, is gevestigd aan het Stationsplein
- De stad telt diverse lokale radiozenders waaronder Radio Land Van Waas (RLVW) en Goldies Radio

### Streekproducten
- Bier
  - Bieken
  - Dubbel Klok
  - Prinsesken
  - Santa Bee
  - Tripel Klok
  - Waase Wolf
  - Waaslander
- Den Ouden Advokaat: Een merk van advocaat en advocaatgerelateerde producten
- Guylian: Een internationaal bekend merk van chocoladeproducten met fabriek in Sint-Niklaas
- Reynaertgebak: Een gebak vernoemd naar de vos uit de fabel Van den vos Reynaerde
- Het Blauw van Sint-Niklaas: een konijnenras

## Verkeer en vervoer

### Wegennet
De belangrijkste verkeersader van Sint-Niklaas is de E17, die de stad verbindt met Antwerpen en Gent.
Rond de stad loopt de ringweg R42. Deze weg is onderbroken in het zuiden en westen waardoor het geen volledige ring vormt. Anno 2016 zijn er wel plannen om het oostelijk uiteinde van de ring te verbinden met de E17. Dit moet de verkeersdrukte op de N70 verlichten.
De belangrijkste wegen in en rond Sint-Niklaas zijn:
- : richting Antwerpen en richting Gent / Rijsel
- : richting Mechelen; aansluiting met
- : richting Dendermonde / Aalst
- : richting Antwerpen en richting Lokeren / Gent
- : richting Hulst; aansluiting met
- : richting Waasmunster en Grembergen
- N451: richting Doel

### Openbaar vervoer

#### Trein

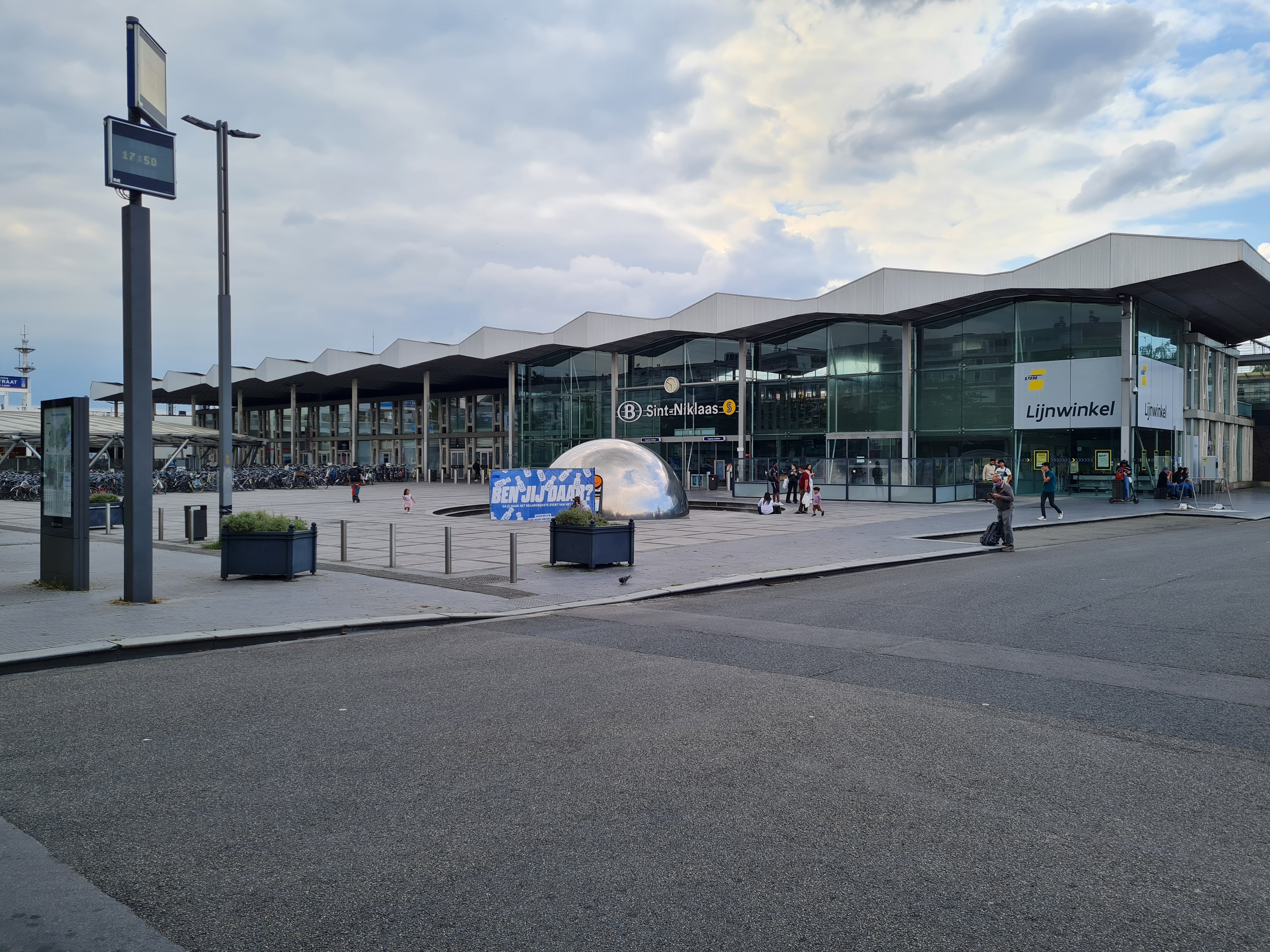
Het station van Sint-Niklaas

Het grootste en belangrijkste spoorwegstation van de stad is station Sint-Niklaas. Anno 2023 heeft het station op een weekdag een kleine 8.000 opgestapte reizigers en is daarmee het op zeventien na drukste spoorwegstation van België. Het station ligt aan spoorlijn 54 (Sint-Niklaas-Mechelen) en aan spoorlijn 59(Antwerpen-Gent). Vanuit het station zijn er rechtstreekse verbindingen naar Antwerpen-Centraal, Brugge, Brussel-Zuid, Dendermonde, De Panne, Doornik, Gent-Sint-Pieters, Kortrijk, Leuven, Lille-Flandres, Mechelen en Oostende. 
Vroeger liep lijn 54 door naar het noorden tot Terneuzen maar dit stuk werd voor reizigersverkeer buiten gebruik gesteld in 1952. De stad had tot 1957 ook een rechtstreekse verbinding met Dendermonde via Waasmunster en Hamme door spoorlijn 56. 
Dit zijn alle huidige en voormalige (cursief) treinstations op het grondgebied Sint-Niklaas:
- Station Belsele
- Station Belsele-Dorp
- Station Eigenlo
- Station Nieuwkerken-Waas
- Station Sinaai
- Station Sint-Niklaas
- Station Sint-Niklaas-Oost (goederenstation)
- Station Sint-Niklaas-West
- Station Valk
- Station Westakkers

Belsele · Belsele-Dorp · Eigenlo · Nieuwkerken-Waas · Sinaai · Sint-Niklaas · Sint-Niklaas-Oost · Sint-Niklaas-West · Valk · Westakkers

#### Bus

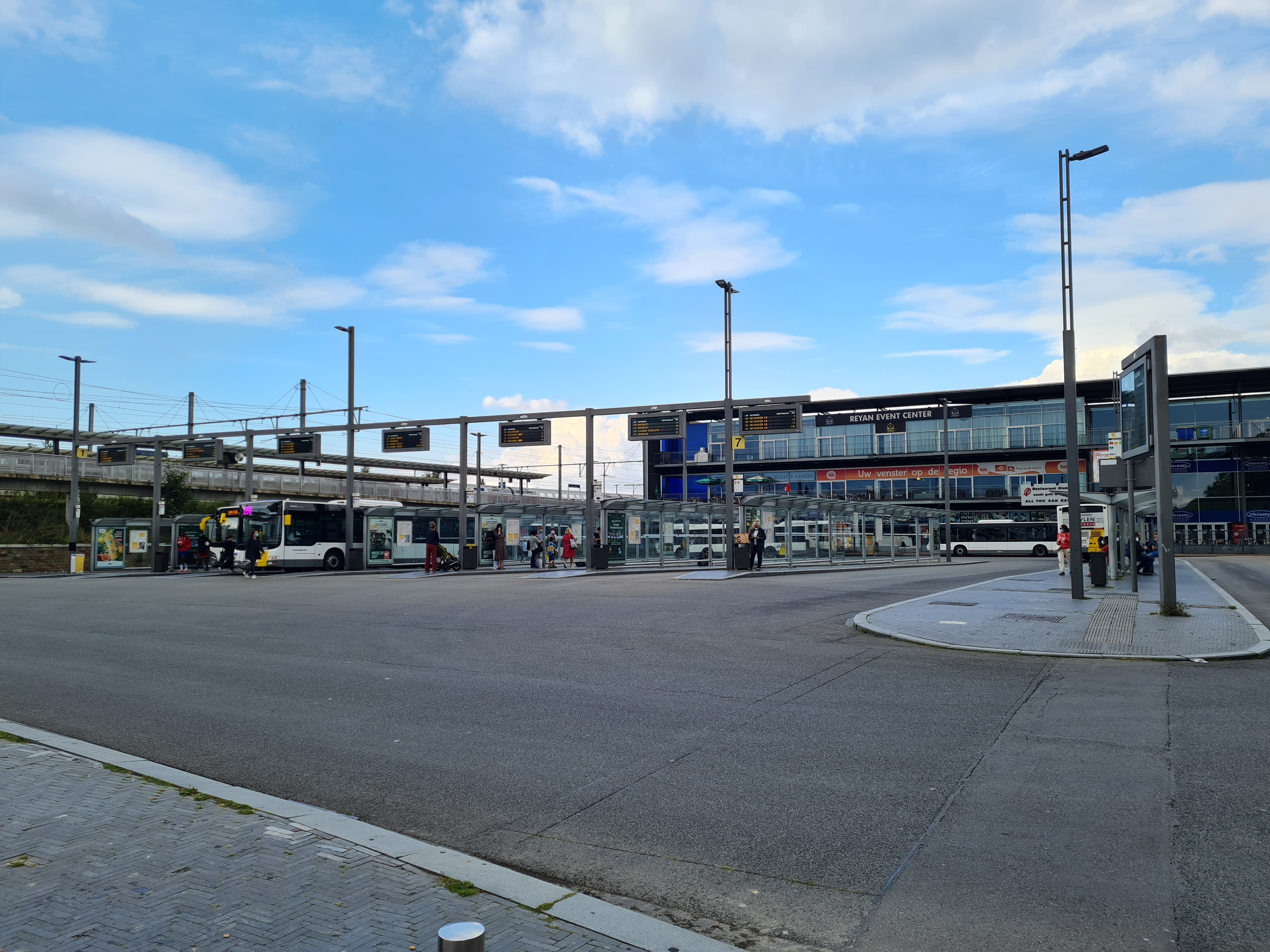
De busterminal nabij het station van Sint-Niklaas

Sint-Niklaas heeft een uitgebreid busnetwerk van De Lijn waaronder ook de lijn van de Sint-Niklase stadsbus valt. Het belangrijkste busstation van de stad bevindt zich naast het station op het Stationsplein. Hier stoppen alle bussen die de stad aandoen. Twee andere belangrijke knooppunten zijn de bushaltes aan de Grote Markt en het Waasland Shopping Center.

#### Tram
In 1893 werd tramlijn 367 van de NMVB aangelegd tussen het station van Sint-Niklaas en Kieldrecht. Op 1 oktober van datzelfde jaar werd de lijn in gebruik genomen. De tram passeerde ook langs Nieuwkerken-Waas, Vrasene en Verrebroek alvorens op de eindbestemming aan te komen. Op 15 februari 1905 werd de uitbreiding naar Doel geopend. In 1944 werd de exploitatie van de lijn stopgezet en vervangen door een busdienst, die tot op vandaag bestaat.
In 2012 werd door De Lijn een sneltram naar Dendermonde en Aalst overwogen. Dit plan is echter naar de achtergrond verdwenen.

### Fiets
Op het grondgebied van Sint-Niklaas lopen er verschillende fietssnelwegen. Fietssnelweg F4 gaat van Antwerpen naar Gent via de stad en loopt grotendeels parallel met spoorlijn 59. F411 (Sint-Niklaas-Nederlandse grens) vertrekt vanaf het station en loopt langs de route van de opgebroken spoorlijn 54. Verder zijn er ook nog F18 (Sint-Niklaas-Mechelen) en F43 (Aalst-Dendermonde-Sint-Niklaas). Deze zijn anno 2024 nog niet aangelegd op het grondgebied van de stad.

## Onderwijs, gezondheid en veiligheid

### Onderwijs
De stad vervult een functie als regionaal centrum als het op onderwijs aankomt. De verhouding tussen het aantal leerlingen in Sint-Niklase kleuterscholen en het aantal leerlingen dat kleuteronderwijs volgt die in de stad zelf wonen was in 2020 106,2%. Dit wil dus zeggen dat er iets meer kinderen in Sint-Niklaas naar de kleuterschool gaan dan er wonen. Voor het lager onderwijs is dit 103,4%. Voor het middelbaar onderwijs ligt echter veel cijfer hoger, namelijk 191,4%. Deze statistieken tonen aan dat er een grote aantrekkingskracht uitgaat van Sint-Niklase scholen ten opzichte van de omringende gemeenten, zeker wat het middelbaar onderwijs betreft.
Sint-Niklaas telt vele scholen. Anno 2021 zijn er 35 kleuter- en basisscholen, waaronder verschillende scholen voor buitengewoon onderwijs. Tevens zijn er verschillende middelbare scholen, kunst- en avondonderwijs aanwezig:

#### Katholiek onderwijs
- Berkenboom Humaniora en Portus; gesticht door de Zusters van de Heilige Vincentius a Paulo
- Broederschool, gesticht door de broeders Hiëronymieten
- Heilige familie; gesticht door de zusters Jozefienen
- Onze-Lieve-Vrouw-Presentatie (OLVP), voormalige meisjesschool gesticht door de zusters van de congregatie van de Onze-Lieve-Vrouw-Presentatie.[52]
- Sint-Carolus, school gesticht door advocaat Charles Stoop-Zaman, weldoener[53]
- Sint-Jozef-Klein-Seminarie (SJKS), bisschoppelijk college opgericht in 1808 in opdracht van de Gentse bisschop. Het is de oudste bestaande school van de stad.
- Vrije Technische Scholen: Vak- en Ambachtschool Sint-Antonius, gesticht door bisschop Stillemans

#### Gemeenschapsonderwijs
- Scholen Da Vinci
  - Casa Da Vinci
  - Forum Da Vinci
  - Villa Da Vinci

#### Artistiek onderwijs
- Stedelijke Academie voor Schone Kunsten, gezegd SASK.
- Stedelijke Academie voor Muziek, Woord en Dans (SAMWD)

#### Andere
- Keerpunt-freinetscholen
- weTech academy
- LAB Sint-Niklaas

#### Hoger onderwijs
Sinds 1995 is er een campus van een hogeschool in de stad aanwezig. Tot 2014 waren de gebouwen in handen van de Katholieke Hogeschool Sint-Lieven. Deze instelling is in dat jaar samen met EHSAL samengesmolten tot Odisee, die alle activiteiten overgenomen heeft.

#### Onderwijsgalerij

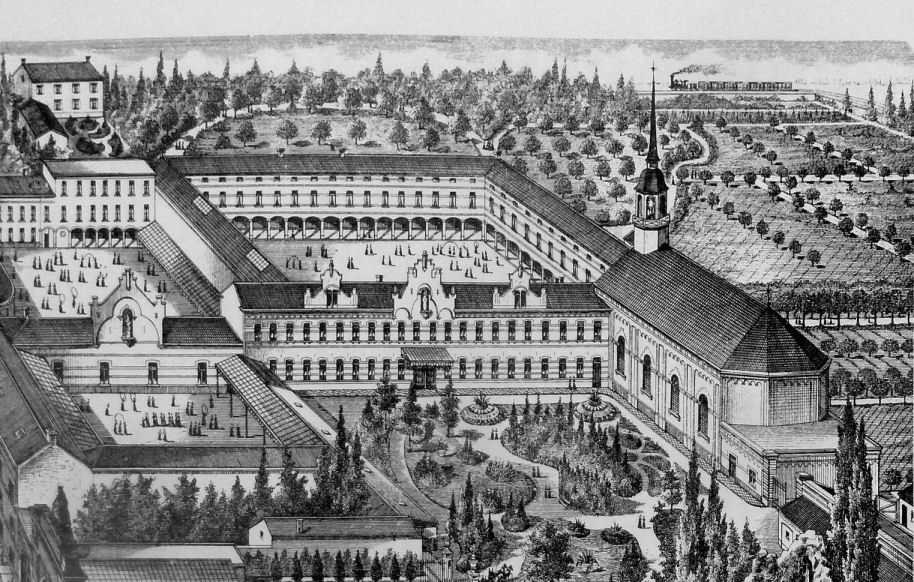
Het instituut Onze-Lieve-Vrouw-Presentatie, gravure.
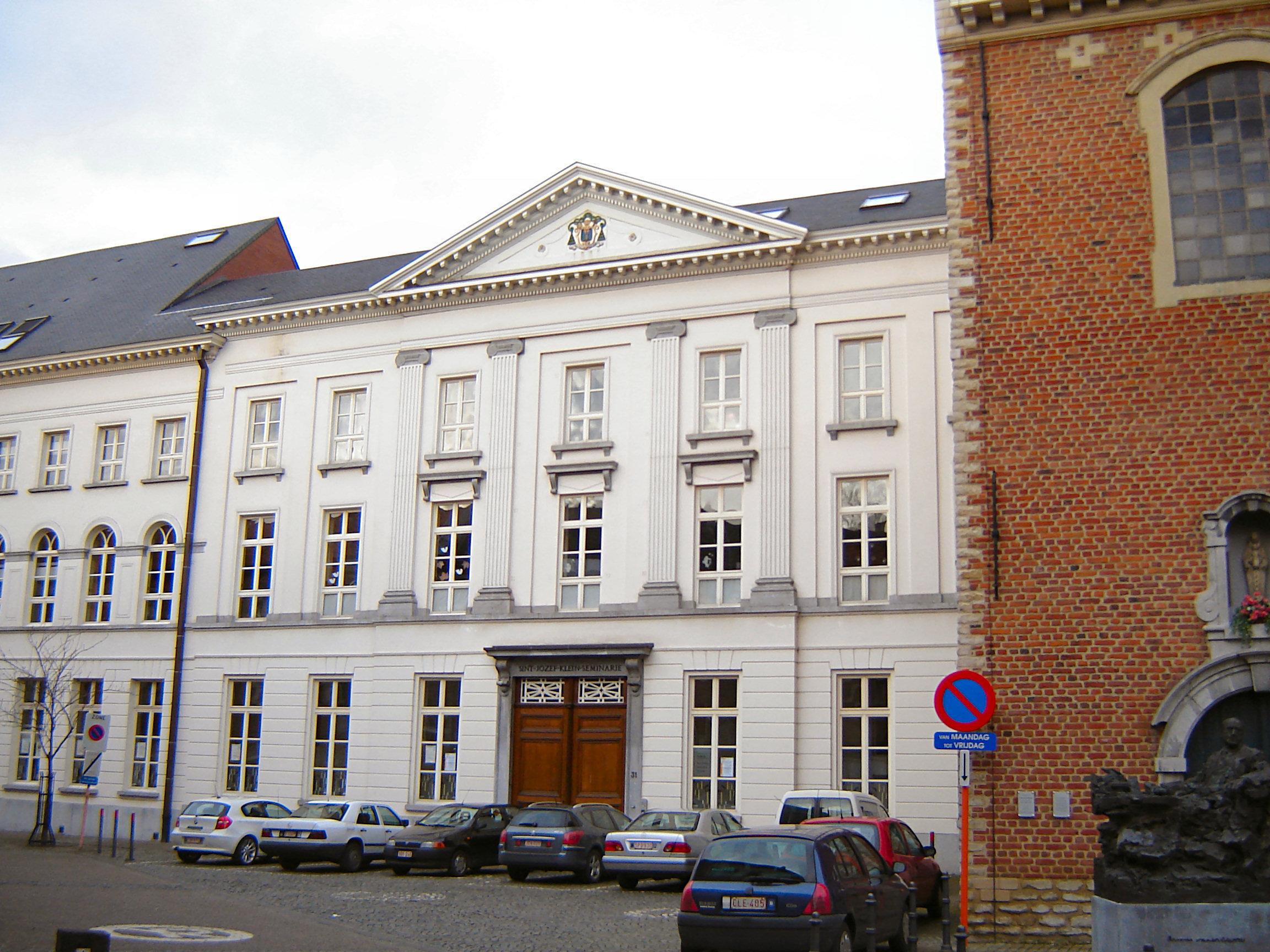
Gevel van het Sint-Jozef-Klein-Seminarie
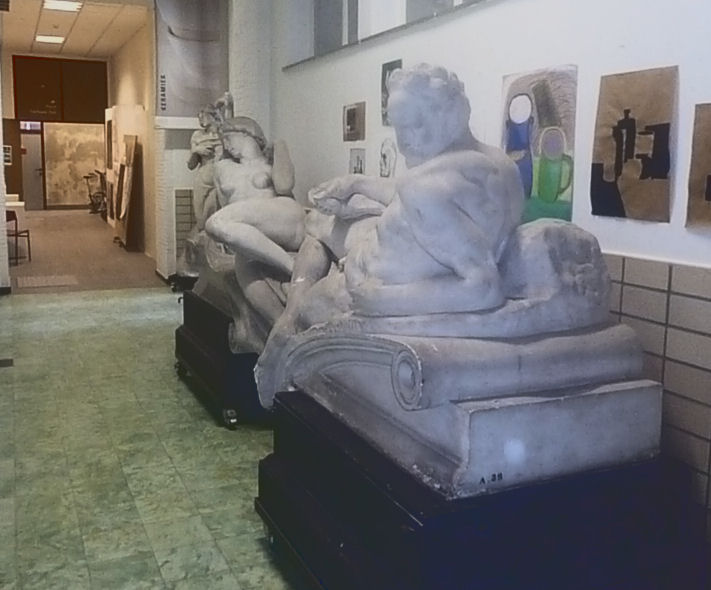
De stedelijke academie voor schone kunsten
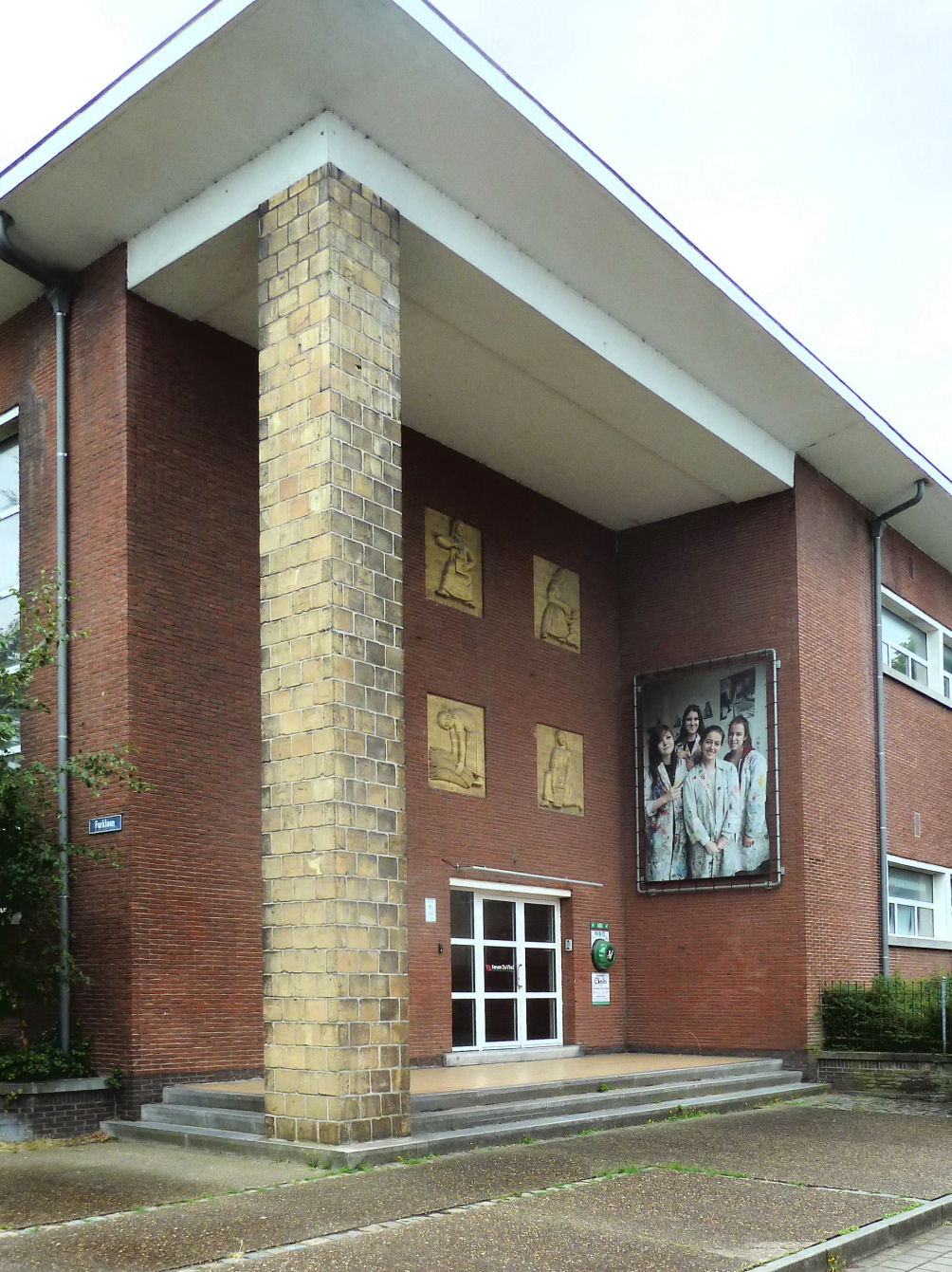
het Koninklijke Atheneum

### Gezondheidszorg

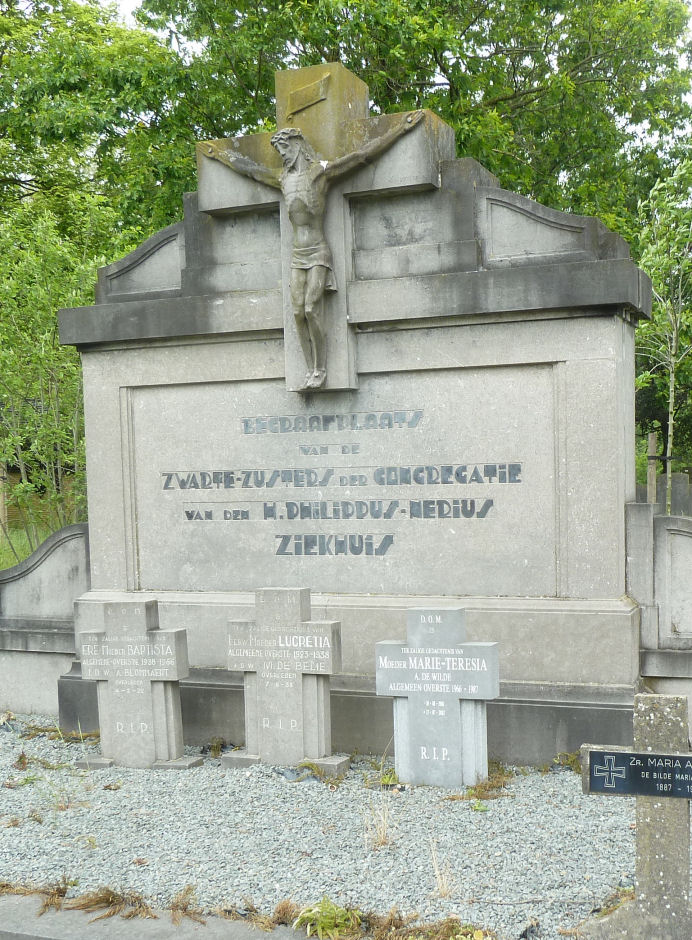
De zusters van de H. Filippus Nerius zorgden voor de zieken. Monumentale grafzerk van Werner Heyndrickx

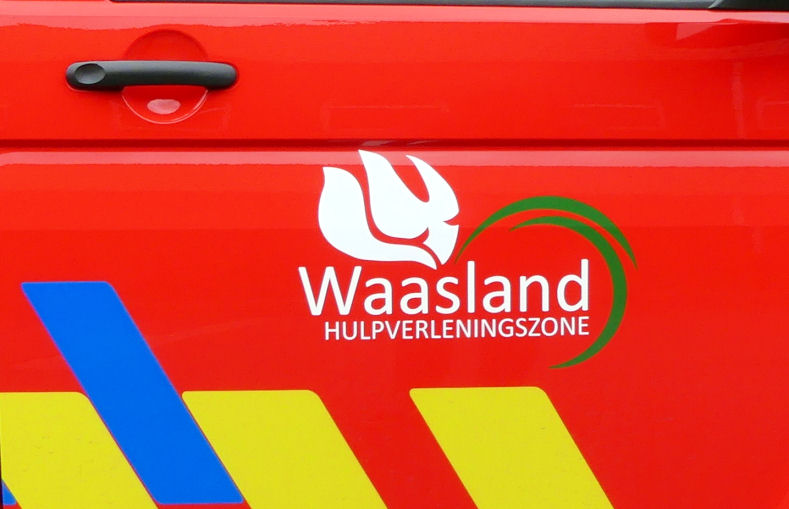
De Hulpverleningszone Waasland, heeft zijn maatschappelijke zetel in Sint-Niklaas.

De gezondheidszorg in Sint-Niklaas is ontstaan in de 19de eeuw, en kent een opsplitsing in psychiatrische geneeskunde en algemene heelkunde.
In de 20e eeuw bestond er een katholiek en stedelijk algemeen ziekenhuis (stadskliniek), naast twee psychiatrische katholieke instituten. Het AZ Maria Middelares, gesticht door de Liefdeszusters van de Verrezen Zaligmaker en wat reeds een fusie was van verschillende privéziekenhuizen, bleef zelfstandig tot 2007., De zusters bewoonden het Moelandkasteel, gekend als Sint-Antoonklooster-rusthuis, een residentie van jonkheer de Schoutheete.
AZ Waasland (waaronder de stadskliniek viel) en AZ Maria Middelares fuseerden in 2007 tot AZ Nikolaas. In 2022 fuseerde AZ Nikolaas met AZ Lokeren tot Vitaz. Naast een campus in de stad zijn er ook nog vijf campussen in verschillende omringende Wase gemeenten (Beveren, Hamme, Lokeren, Sint-Gillis-Waas en Temse).

### Hulpverleningszone
De maatschappelijke zetel van de Hulpverleningszone Waasland, inclusief de Wase zoneraad en zonecollege zijn gevestigd in Sint-Niklaas. De gebouwen in de Nijverheidsstraat behoorden voorheen toe aan de textielfabriek Verbreyt Gebroeders. Onder de hulpverleningszone valt de brandweer- en ambulanceposten van Beveren, Kieldrecht, Kruibeke, Melsele, Sint-Gillis-Waas, Sint-Niklaas, Stekene, Temse en Waasmunster. Er werken ruim 550 medewerkers ten behoeven van de bescherming van meer dan 219.000 Waaslanders.

## Economie

### Economische geschiedenis

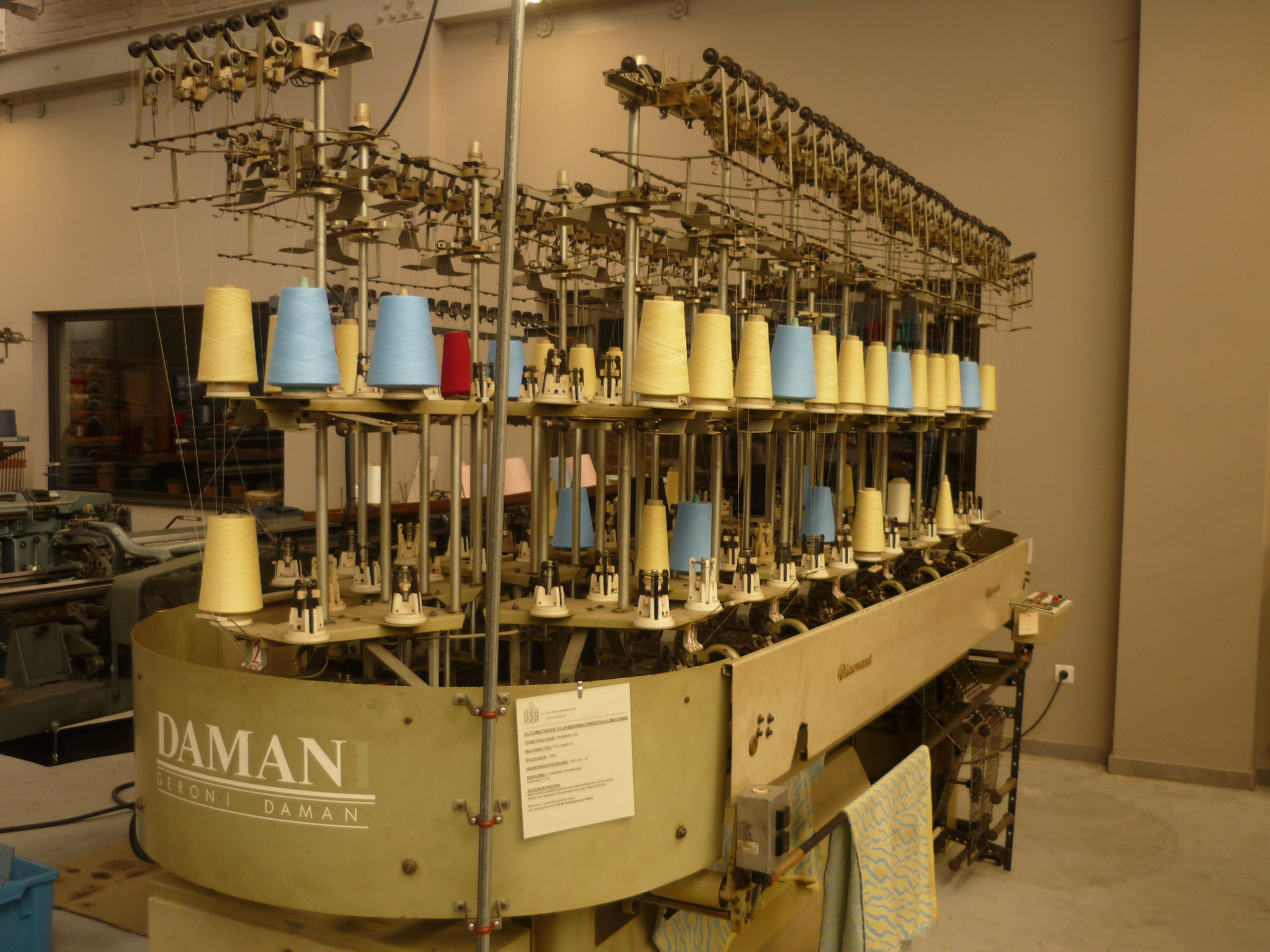
Een vlakbreimachine in het SteM

Oorspronkelijk was Sint-Niklaas een landbouwgemeenschap. Al snel vonden ambachtslieden hun plaats in de stad en ook voor handelaars was het ideaal gelegen doordat het op een kruising van verschillende wegen lag. De donderdagse markt op de Grote Markt speelde een belangrijke rol in de verkoop van de verschillende goederen, geproduceerd in de streek. In de achttiende eeuw begon de stad te industrialiseren. Vooral de textielnijverheid maakte gebruik van de nieuwe kansen. De producten maakten gebruik van de markt om hun producten aan de man te brengen.
Ten tijde van de Franse overheersing was Sint-Niklaas na Gent de belangrijke Oost-Vlaamse stad van de textielnijverheid. In de Nederlandse tijd bleef deze positie gehandhaafd door de betere toegang tot de Nederlandse koloniën. De Belgische onafhankelijkheid was in verschillende opzichten een negatieve evolutie. De aanwezige bedrijven hadden geen toegang meer tot koloniën, ondernemers zoals Charles Louis de Maere verplaatsen hun activiteiten elders, en de koopkracht van de burgers ging er op achteruit. Dit zorgde voor een grote crisis in de textielsector en een bijhorende hoge werkloosheid. De crisis kwam tot een einde in 1834 door een geslaagd economisch beleid van de regering. Er ontstonden zelfs nieuwe fabrieken. Deze periode was van korte duur want in 1838-1839 brak een nieuwe crisis aan door de problemen bij Banque de Belgique. Deze zorgde uiteindelijk voor een heroriëntering van vele weverijen naar de wolnijverheid in plaats van katoen. De tweede helft van de 19e eeuw zorgde voor een verdere bloeiperiode. Sint-Niklaas was gunstig gelegen, onder andere door de verschillende spoorlijnen, en trok investeringen aan. In 1887 waren er 41 textielfabrieken, waarvan 34 voor katoen en wol. Op het einde van de 19e eeuw kwam voor de breigoedsector op door het ontstaan van de vlakbreimachine. De Eerste Wereldoorlog, de crisis van de jaren dertig en de Tweede Wereldoorlog betekenden crisisperiodes maar de economie herstelde zich steeds.
Vanaf de jaren zestig begon zich een definitieve kentering voor te doen. De oude fabrieken in het centrum verplaatsten zich naar de industrieterreinen aan de rand van de stad. De leegtes die zij lieten werden ingevuld met woningen. Ook het koopcentrum ontstond in die tijd. Het overgrote merendeel van de fabrieken is in de loop van de 20e eeuw ten onder gegaan door buitenlandse concurrentie.

### Bedrijven

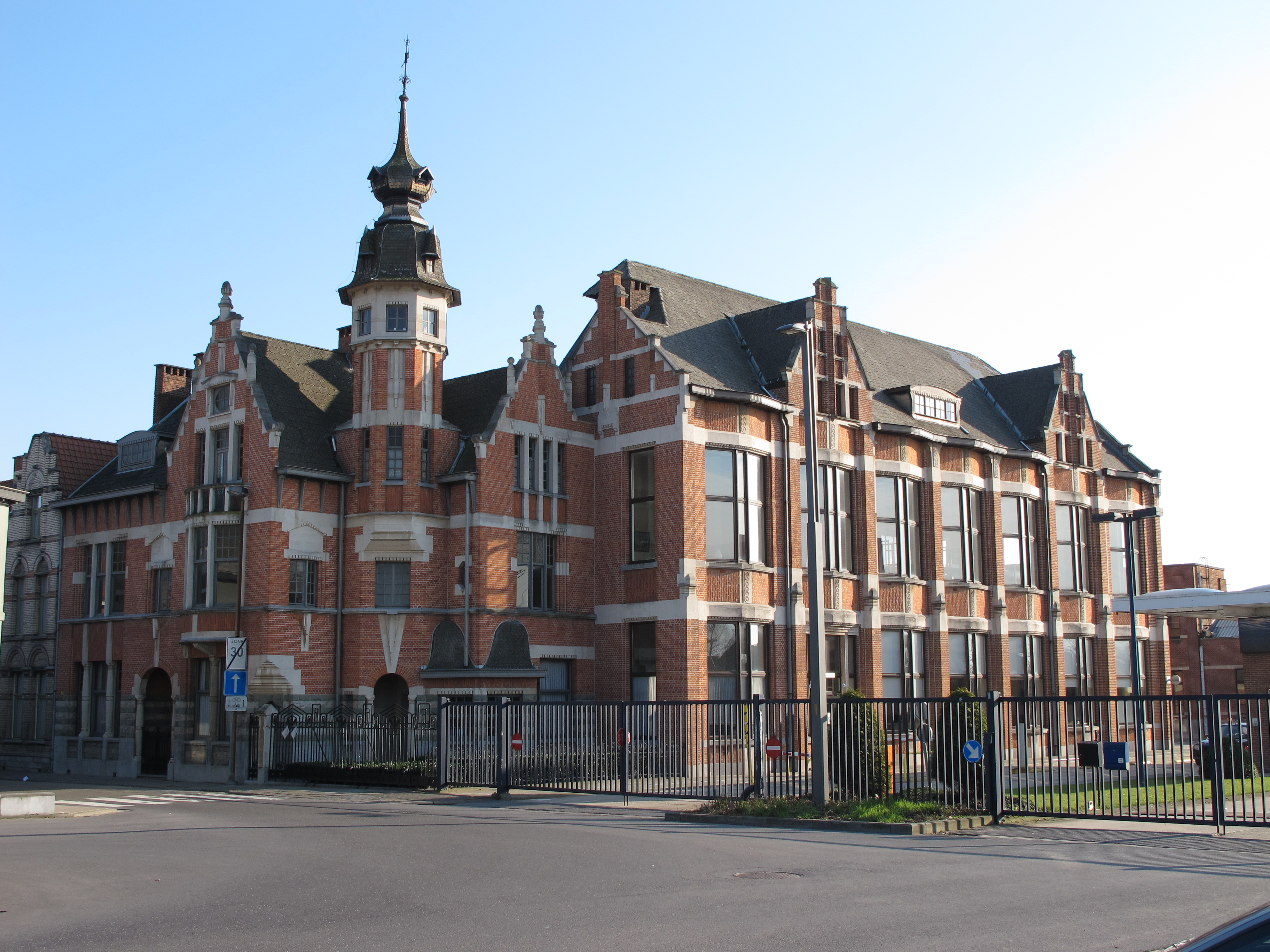
De gebouwen van Scheerders-Van Kerchove

In 2019 telde Sint-Niklaas in totaal 5.732 ondernemingen. Enkele bekende hiervan zijn:
- Brouwerij 't Paenhuys
- Brouwerij Boelens
- Brouwerij Donum Ignis
- Brouwerij Lecocq
- Brouwerij Verhofstede
- Den Ouden Advokaat
- EDPnet
- E5 Mode
- Guylian
- Niko Group
- OMcollective
- Oxford
- Scheerders-Van Kerchove
- Waasland Shopping Center

### Industrieterreinen
Sint-Niklaas telt verschillende bedrijventerreinen op haar grondgebied:
- Anthonis De Jonghestraat
- Eeckelaerthof
- Entrepotstraat
- Europark-Noord
- Europark-Oost
- Europark-Zuid
- Gentse Baan
- Industriepark-Noord
- Industriepark-West
- Nobels-Peelman
- Oostjachtpark
- Scheerders-Van Kerchove

### Toerisme
Het infopunt van de dienst toerisme bevindt zich in de Cipierage. Ook Toerisme Waasland heeft zijn hoofdzetel in Sint-Niklaas, aan het provinciaal domein De Ster.
Het toerisme in Sint-Niklaas neemt de laatste jaren toe. In 2007 was er sprake van 32.000 overnachtingen, in 2015 66.000 overnachtingen en twee jaar later was dit volgens de Federale Overheidsdienst Economie reeds 90.000 overnachtingen. Toerisme Vlaanderen noteerde in datzelfde jaar zelfs 102.059 overnachtingen, een stijging met 18% in vergelijking met 2015. Hiermee komt Sint-Niklaas op de tweede plaats te staan in de provincie Oost-Vlaanderen, na Gent. Het aantal aankomsten ligt echter wel lager maar dit duidt op een langere verblijfsduur. In 2017 waren dit er 46.326. Dit is een stijging van 16,5% in vergelijking met 2015. Hiermee staat de stad op de derde plaats in de provincie, na Gent én Aalst.
De redenen waarom er in Sint-Niklaas overnacht wordt, zijn divers. In 2015 was er vooral sprake van professionele of functionele redenen. Zo spelen de nabijheid van de Waaslandhaven en de soms problematische bereikbaarheid van Antwerpen en Gent een rol. Bovendien ligt de prijs voor een kamer vaak ook lager dan in die steden. Maar daarnaast spelen ook puur toeristische motieven. Zo is trekt het ruime aanbod aan art-decobezoekers, net als de tentoonstelling van de bloemsierkunstenaar Daniël Ost.

## Sport

### Voetbal

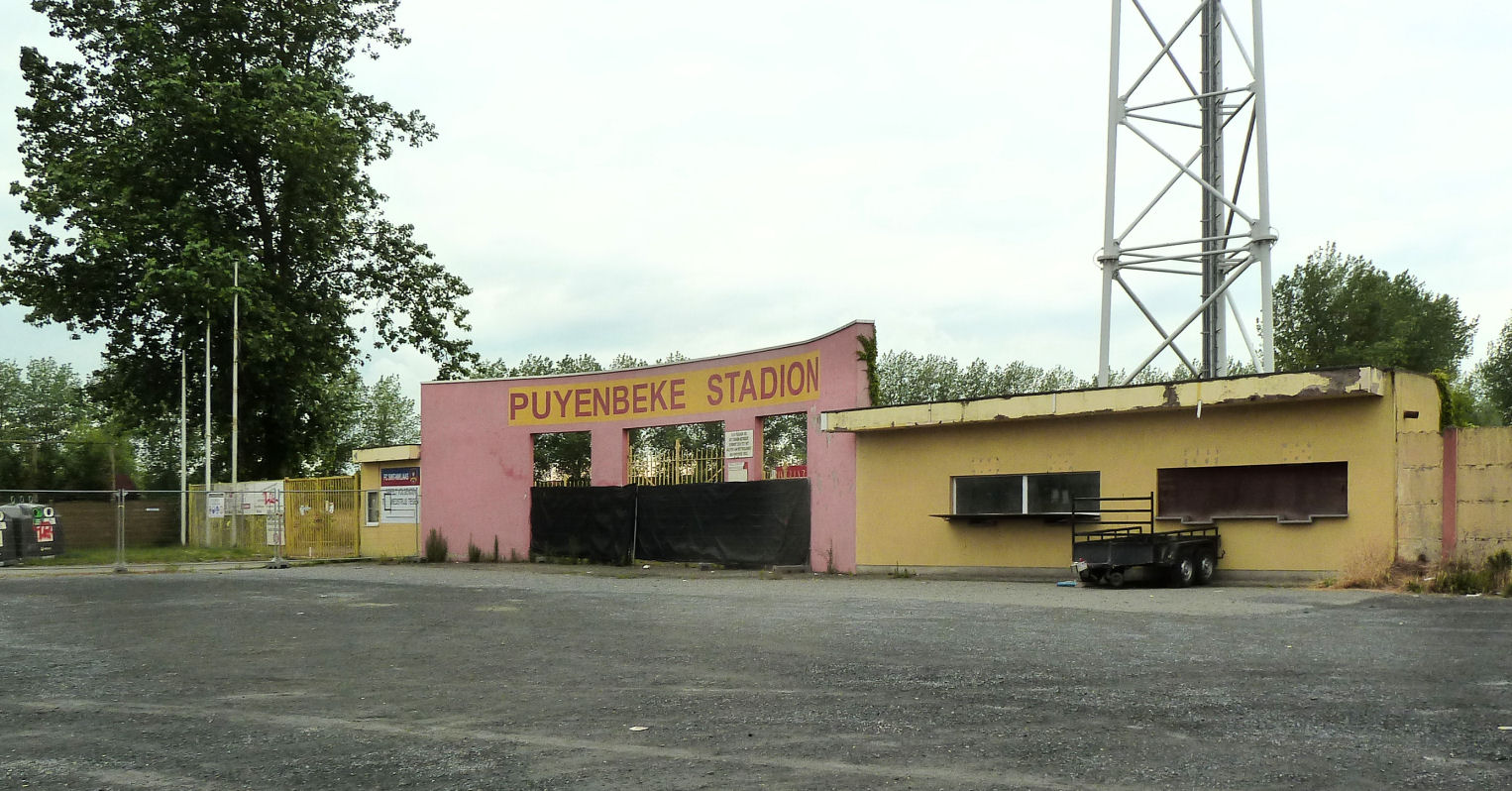
De ingang van het voormalige Puyenbekestadion.

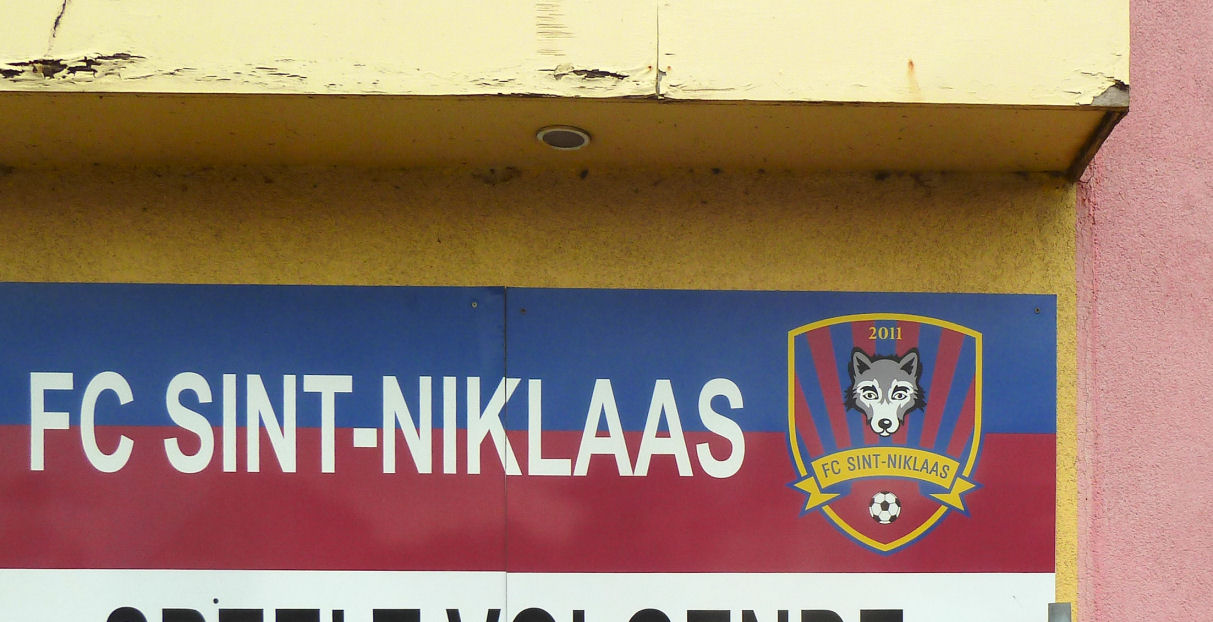
De kleuren en wapenschild van FC Sint-Niklaas

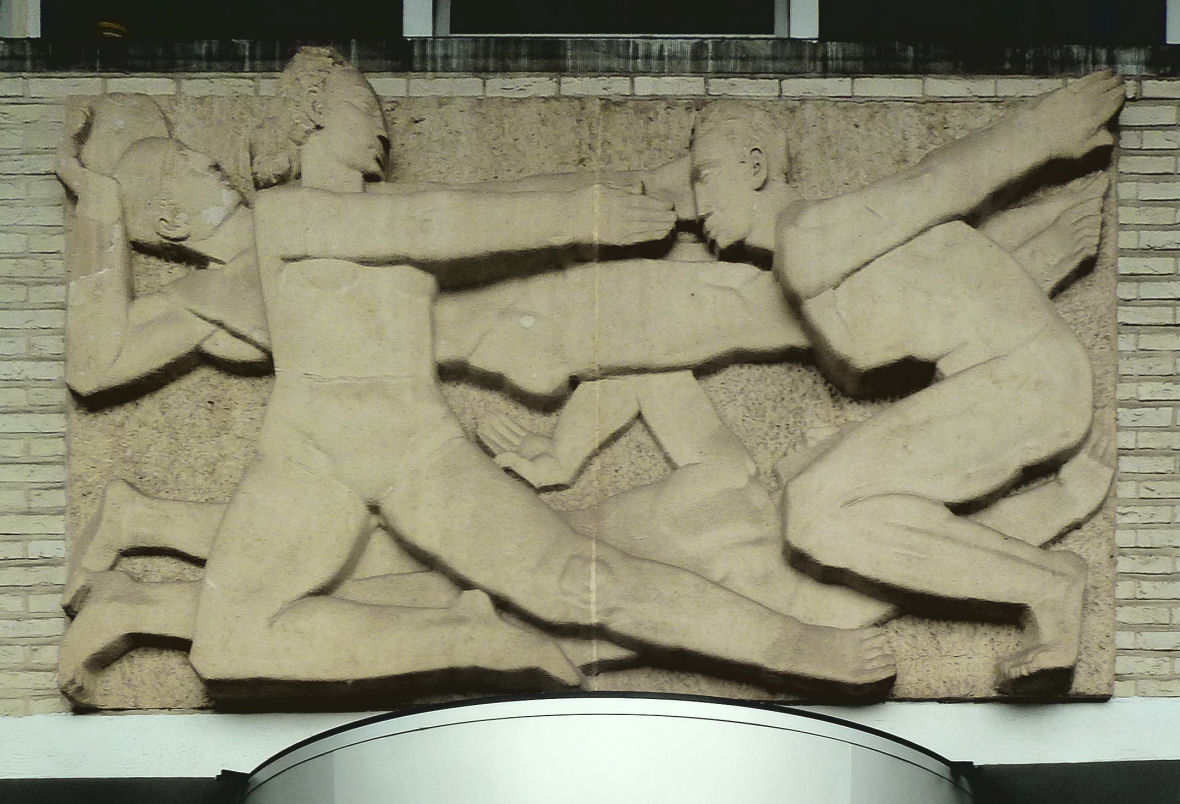
De hoofdingang van het Stedelijk zwembad, met een reliëf door Werner Heyndrickx

De stad kent een rijke maar bewogen geschiedenis in het voetbal. Begin jaren 20 sloten zowel Sint-Niklase SK als Excelsior AC Sint-Niklaas zich aan bij de Belgische voetbalbond. SK zou 71 jaar lang in het nationaal voetbal actief blijven en zelfs drie seizoenen in de hoogste afdeling spelen. Ook Excelsior speelde anderhalf seizoen nationaal, maar fusioneerde in 1989 met Sint-Niklase, dat op zijn beurt in 2000 verdween in een fusie met KSC Lokeren. De stad verloor zo zijn succesvolste club. Daarop verhuisde KFC Red Star Haasdonk, uit het nabijgelegen Haasdonk naar Sint-Niklaas om er als Red Star Waasland te spelen, tot die club in 2010 terugkeerde naar Beveren toen daar KSK Beveren verdween. Ondertussen was in de jaren 90 in deelgemeente Nieuwkerken-Waas een nieuwe club ontstaan die snel opklom in de hiërarchie, in 2003 werd herdoopt in FCN Sint-Niklaas en na het vertrek van RS Waasland nam deze club de plaats in als eerste club van de stad in 2010. Men liet de naam wijzigen in Sportkring Sint-Niklaas, als verwijzing naar de tien jaar eerder verdwenen glorieclub van de stad.
Los hiervan speelde in de 20ste eeuw in de stad ook KFC Gerda Sint-Niklaas, dat eveneens drie jaar nationaal voetbal speelde; maar ook deze club verdween in 2002. Deze club werd heropgericht als SK Gerda Sint-Niklaas (later FC Gerda Waasland). Andere clubs als VK White-Boys Sint-Niklaas speelden altijd provinciaal.
In het damesvoetbal is GFA Sinaai het paradepaardje. Dit team speelde van 1993 tot 2014 in de eerste klasse en won liefst drie jaar op rij de Beker van België (2009-2010-2011). Bovendien was de ploeg ook nog drie keer finalist (1997-2001-2013). Tegenwoordig speelt de club in Tweede klasse.
De belangrijkste voetbalstadions van de stad zijn Puyenbekestadion met 6.000 plaatsen, Stedelijk Sportcentrum Meesterstraat met 3.000 plaatsen en het Robert Waterschootstadion met 1.500 plaatsen.

### Wielersport

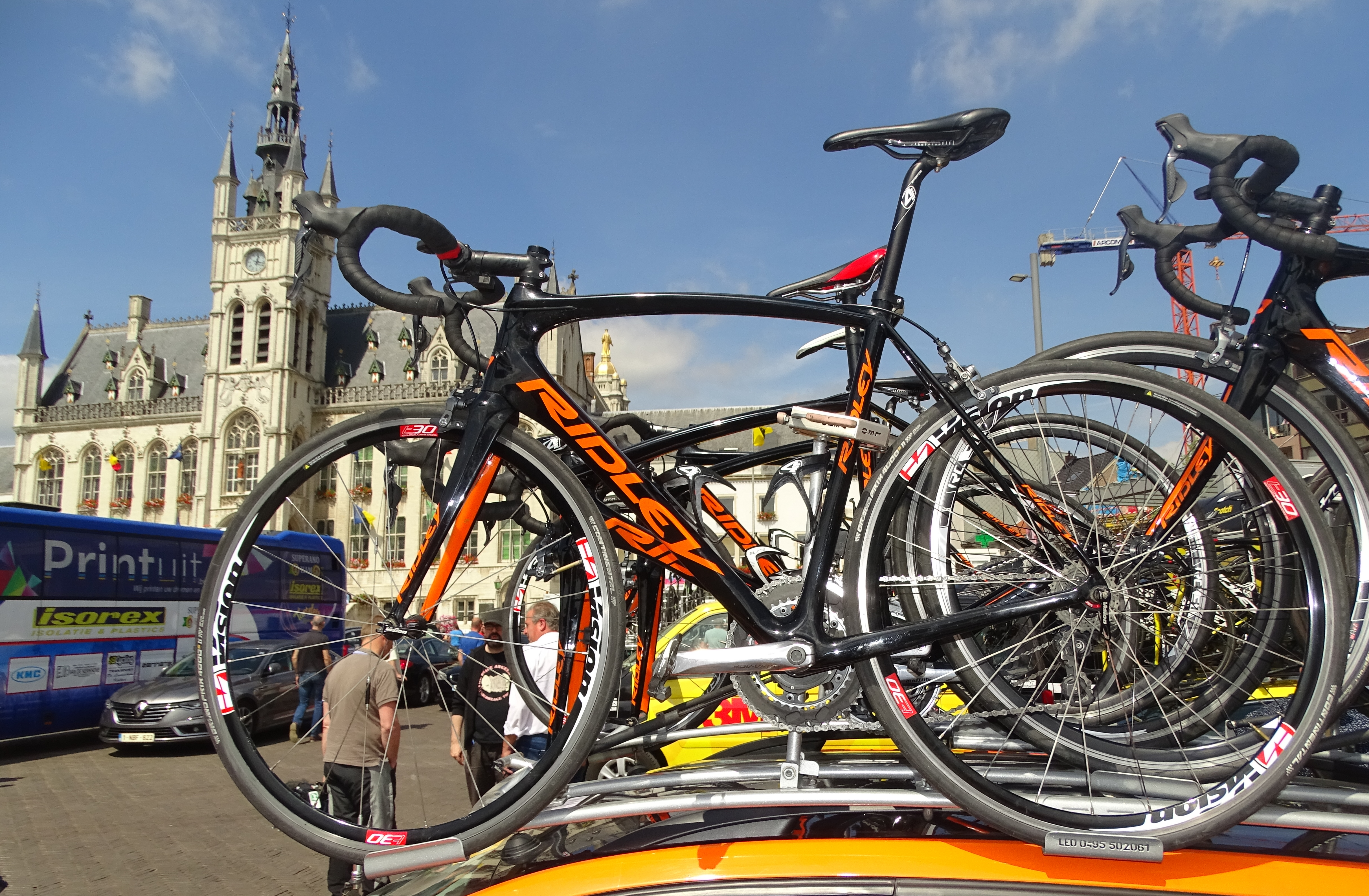
De Grote Markt tijdens de Grote Prijs Stad Sint-Niklaas 2016

Op het vlak van wielersport is Sint-Niklaas vooral bekend als startplaats van de Ronde van Vlaanderen. De wielerklassieker startte van 1977 tot en met 1997 vanaf de Grote Markt. Dan verloor het haar positie aan Brugge. De stad was ook etappeplaats in de Ronde van Frankrijk van 1973 als aankomstplaats voor rit 1 B, als start- en aankomstplaats van rit 2 A (een ploegentijdrit) en als startplaats voor rit 2 B.
Sinds 2010 vindt er op de Grote Markt een natourcriterium plaats. Op het recreatiepark De Ster wordt al verschillende jaren een veldrit georganiseerd.

### Zwemsport
Het Sinbad is het stedelijk zwembad van Sint-Niklaas, gelegen aan de kruising van de N16 en de N70. Het heeft een 25 meterbad, een instructiebad en een peuterbad. Het complex is van 2003 tot 2006 en in 2011 gerenoveerd. In 2024 moet er een nieuw zwembad openen: De Watermolen, vernoemd naar de Watermolenwijk waarin het zal liggen.

### Andere sporten
- In het volleybal was sporthal De Witte Molen jarenlang thuishaven voor een internationaal volleybaltoernooi, het Flanders Volley Gala. Dit evenement wordt sinds 2009 niet meer georganiseerd.
- Sint-Niklaas heeft ook een basketbalploeg, de Koninklijke Sint-Niklase Condors, die in de Tweede klasse van de herenbasketbalcompetitie speelt.
- In het korfbal speelt Vos Reinaert KC in Derde klasse.
- WZK, de waterpoloploeg van Sint-Niklaas in Eerste klasse
- AC Waasland, een atletiekploeg naast het Ster in het Gerard Bontinck-stadion. 2de hoogste afdeling bij de vrouwen.

## Zustersteden
Sint-Niklaas heeft de volgende zustersteden:
- Abingdon (Verenigd Koninkrijk), sinds 1967
- Al Hoceima (Marokko), sinds 2017
- Colmar (Frankrijk), sinds 1962
- Gorinchem (Nederland), sinds 1968
- Lucca (Italië), sinds 1962
- Schongau (Duitsland), sinds 1962
- Tábor (Tsjechië), sinds 2003
- Tambacounda (Senegal), sinds 2003